# Tuchfabrikanten in Cottbus
Die Industrialisierung des Tuchmacherhandwerks vollzog sich in Cottbus ab der Mitte des 18. Jahrhunderts. Die verbesserten Möglichkeiten der Rohstoffgewinnung, das Nutzen von Dampf bzw. Elektrizität für die Verarbeitung der Rohstoffe, das Zusammenlegen der verschiedensten Gewerke für die Tuchherstellung und nicht zuletzt die Entwicklung einer Infrastruktur führten zum Ausbau der Textilfabriken und zur Steigerung der Produktion. Tuchfabrikanten, die ihr Vermögen in den Bau von großen Fabrikanlagen investierten, siedelten sich in Cottbus an. Nach 1875 gab es in Cottbus über 100 Textilfabriken mit fast 6.000 Textilarbeitern, die sich in Cottbus und Umgebung ansiedelten.

## Wilhelm Westerkamp jr.

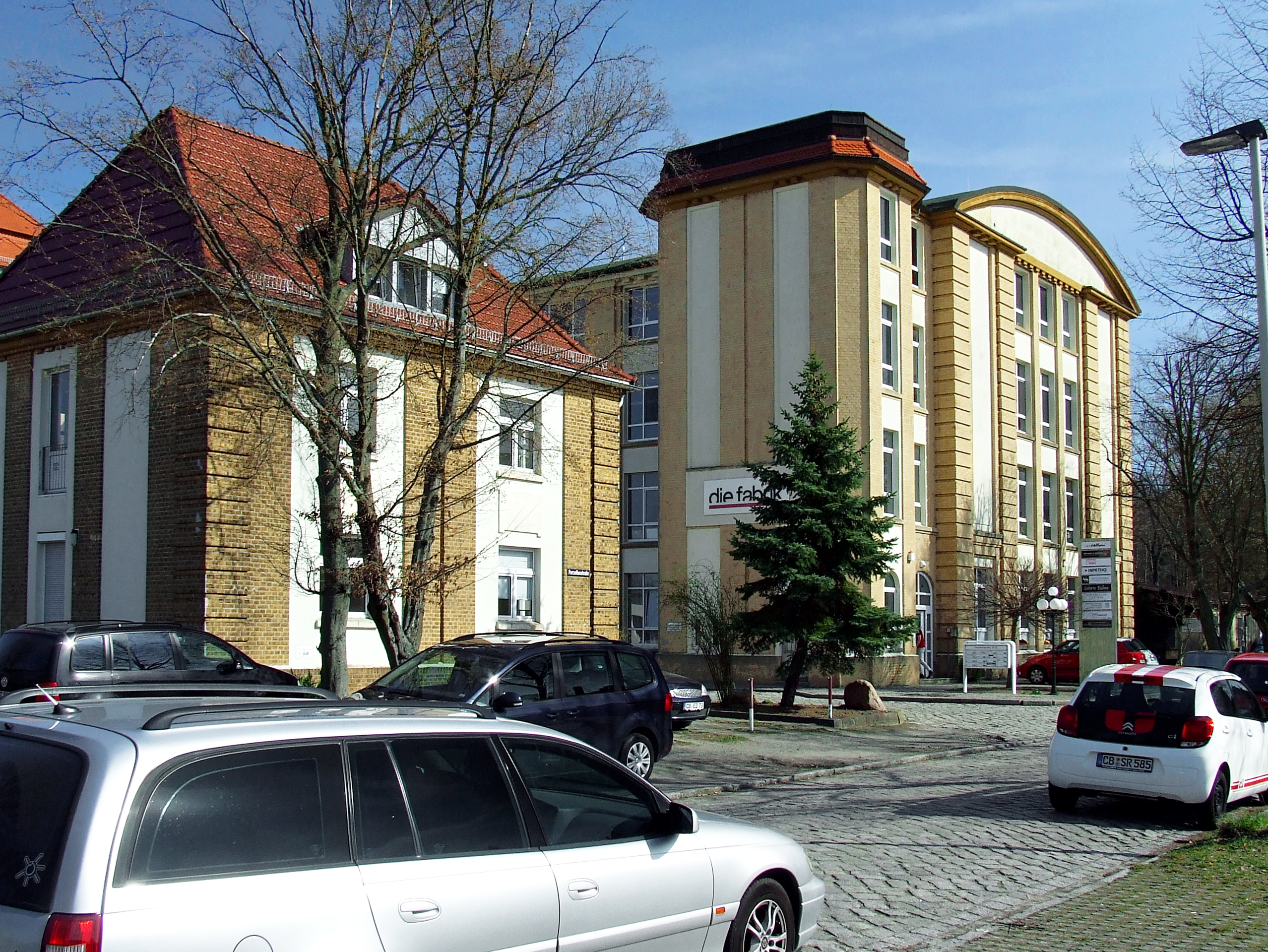
Parzellenstraße 27, 28 (Aufnahme: März 2019)

Unmittelbar vor dem Spreeufer befand sich in der Parzellenstraße 27/28 die ehemalige Tuchfabrik Wilhelm Westerkamp jr., gegründet am 2. Januar 1891. Die Fabrik wurde 1926 in eine elektrisch betriebene Tuchfabrik umgebaut, 1945 enteignet und als Reparationszahlung demontiert. Später war im Gebäude das volkseigene Bekleidungswerk Cottbus (BeWeCo) eingemietet. Der Betrieb gehörte ab 1968 zum Textilkombinat Cottbus (TKC). 1988 wurde er an den VEB Tuchfabrik Cottbus (TUFA) übergeben, der in diesen Räumen noch einmal begann, eine Spinnerei und Webereivorbereitung aufzubauen. 1990 legte der Betrieb die Streichgarnproduktion still und konzentrierte sich ausschließlich auf die Herstellung von Kammgarngeweben auf der Grundlage von Kaufgarnen, damit endete 1990 die Streichgarnproduktion in Cottbus. Das Gebäude, inzwischen saniert und renoviert, beherbergt heute „die fabrik“, ein Team von selbständigen Unternehmen der Grafik- und Druckbranche.

## Tuchfabrikant Valte
Nach der „Kittelschen Chronik“ soll Heinrich Gustav Valte im Dorf Ostrow am Kaiser-Wilhelm-Platz, Ecke heutige Briesmannstraße, etwa um 1852 einen Massivbau als Tuchscherfabrik mit einer 12-PS-Dampfkraftanlage sowie ein Wohnhaus (heute Brandenburger Platz 55) und einen Verwaltungstrakt errichtet haben. Die Familie Valte war bereits seit 1652 in der Cottbuser Gegend ansässig und besaß das dafür geeignete Privatgrundstück. Die Tuchscherfabrik war der erste Industriebau in Ostrow.
Am 20. März 1876 kam es in der Fabrik zu einer verheerenden Explosion eines Dampfkessels. Beim Eintreffen der Feuerwehr an der Unglücksstelle waren das Kesselhaus, der Schornstein und große Teile der Fabrikanlage bereits ein Trümmerhaufen. Das Feuer unter dem Kessel hatte sich durch kleine und große umherfliegende Trümmerteile auch auf das Wirtschaftsgebäude ausgedehnt. Nach stundenlangem Kampf mit dem Feuer wurden beim Aufräumen der Unglücksstelle 3 Tote gefunden, der Heizer, der Maschinenführer und ein Arbeiter. Erst 1910, nach einer langen Wiederaufbauphase, wurden von dem Unternehmer Emil Neumann wieder Tuche hergestellt. Noch bis 1990 wurden die Gebäude auf unterschiedlichste Weise genutzt, nach 2000 erfolgte der Abriss und das Gelände wartet auf Initiativen und Investoren.

## Tuchfabrik M. u. O. Sommerfeld

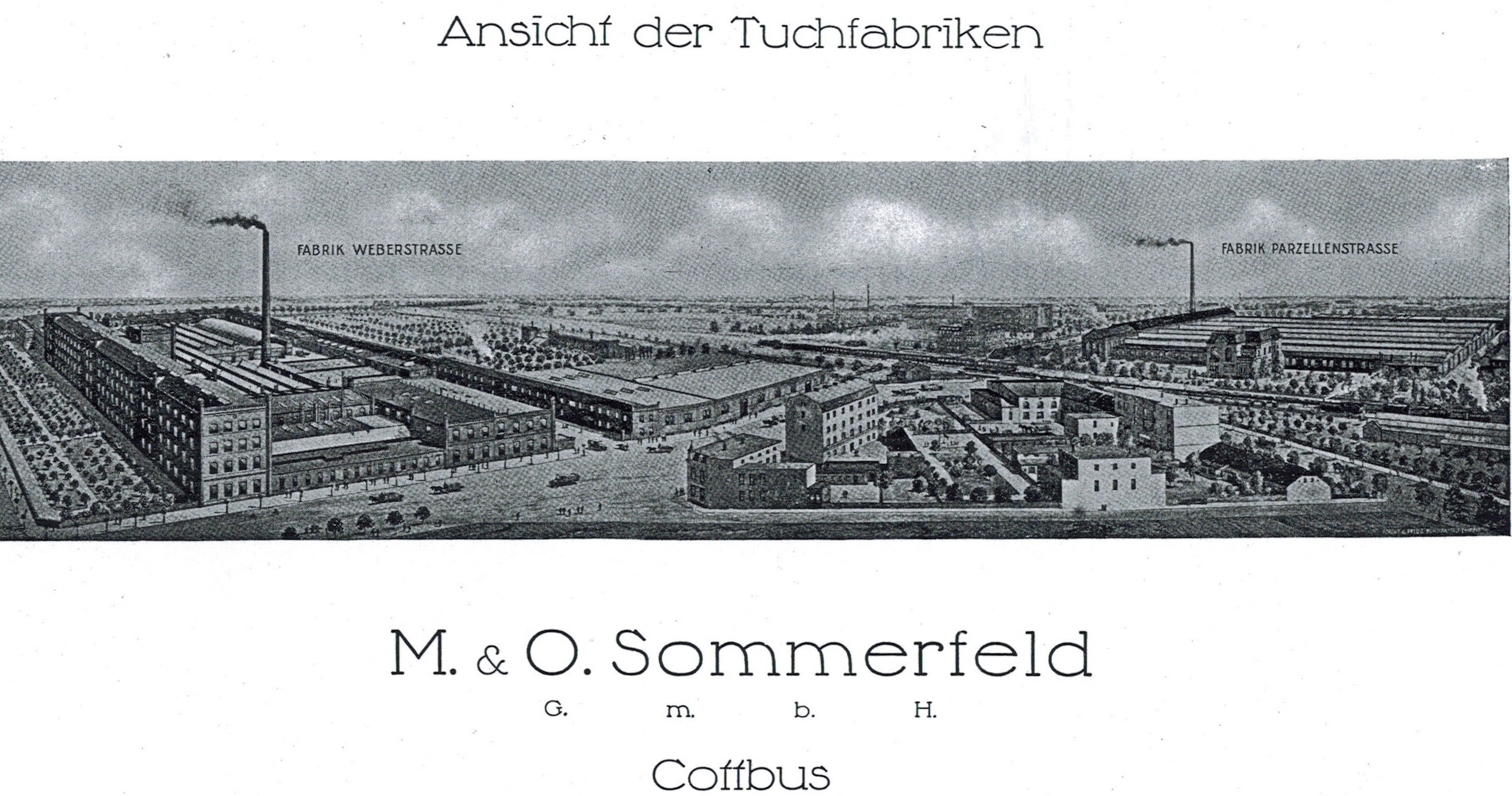
Fabrik Sommerfeld, Foto alt

1861 wurde die Tuchfabrik Sommerfeld mit zwei Betriebsteilen gegründet; so befand sich das Heizwerk in der Parzellenstraße 91 (auf dem heutigen Gelände des alten nicht mehr genutzten Heizkraftwerkes für den WK 5). Der zweite Firmenteil befand sich in der damaligen Weberstraße im Bereich der heutigen Lobedanstraße/Inselstraße. 1879 gehörten mehrere Gebäude zu der Fabrik auf einem fast quadratischen Hof. Außerdem gehörten zum Unternehmen die angrenzenden Grundstücke im Osten und Süden. Ludwig Ephraim war mit 25 Jahren Mitinhaber und ab 1904 Alleininhaber der Tuchfabrik Sommerfeld, die 1921 zur GmbH umgewandelt wurde. Die Sommerfeldsche Tuchfabrik war eine der größten in Cottbus. 1923 erwarb sie die Firma M. & O. Sommerfeld GmbH in Cottbus, die mit der Herstellung feiner Streichgarn- und Kammgarnprodukten eine führende Marktposition eingenommen hatte. Beide Fabrikanlagen und die Fabrikantenvilla in der Parzellenstraße wurden im Februar 1945 durch Bomben schwer beschädigt bzw. zerstört. Ludwig Ephraim Sommerfeld war viele Jahre als Stadtverordneter in Cottbus tätig bzw. langjähriger Präsident der Industrie- und Handelskammer für die Niederlausitz. Gleichzeitig war er Mitbegründer des Cottbuser Webschulvereins. Mit Spenden unterstützte er soziale und kulturelle Einrichtungen, so stiftete er z. B. die Venus-Statue im Kuppelfoyer des Staatstheaters. Er war ein sehr sozial eingestellter Unternehmer, langjährige Mitarbeiter erhielten eine Betriebsrente. 1928 verstarb Ludwig Ephraim, er wurde auf dem Südfriedhof beigesetzt.

## Die Vereinigte Smyrna-Teppichfabrik
Der Grundstock der deutschen Teppichindustrie wurde in Schlesien gelegt.
1854 in Laehn und 1857 in Schmiedeberg im Riesengebirge richtete die Görlitzer Tuchfabrik Gevers & Schmidt die Fabrikation handgeknüpfter Teppiche ein. Zuvor hatte die Firma eine gewisse Anzahl von Webern im Orient die Technik des Knüpfens erlernen lassen. Bereits 1860 waren in der Firma ca. 100 Knüpferinnen tätig und ihre Erzeugnisse erfreuten sich einem sehr guten Weltruf.
Bei der Einrichtung der Fabrik in Schmiedeberg war auch der Cottbuser Theodor Kühn beteiligt. Er errichtete um 1860 einen eigenen Betrieb in der Dresdener Straße in Cottbus. 1872 kam es in der Kühnschen Teppichfabrik zu einem Großfeuer, es war im Spinnsaal des Pächters Görges ausgebrochen und zerstörte die Fabrik völlig. Der Neubau erfolgte innerhalb eines Jahres auf einem neuen Grundstück in der Berliner Chausseestraße 34, heute Berliner Straße 15. Diese Firma wurde 1873 vom bisherigen Tuchfabrikanten Oscar Prietsch übernommen, der bis zu 25 Knüpferinnen beschäftigte. 1897 übernahm dann Max Michaelis die Leitung des Unternehmens. Bis zu 400 Knüpferinnen waren durch den allgemeinen Aufschwung in dieser Zeit beschäftigt. Die Fabriken in Schmiedeberg und Cottbus, sowie die Teppichfabriken von Dehmann, Spoerer & Friedrichs aus Hannover schlossen sich zur „Vereinigten Smyrna-Teppichfabriken AG“ zusammen. Es erfolgten mehrere Übernahmen und Zukäufe wie die Fabriken Erblich & Michels, Hannover-Linden.
1910 wurden die Maschinen der Roeder Fabrik aus Ansbach und 1920 Grundstück und Gebäude der Firma Paatz aus Schmiedeberg erworben. 1913 wurde die Lindner-Fabrik aufgegeben und die Maschinen und Stühle in den Neubau nach Cottbus überführt. Bis in die 1920er/30er Jahre waren in Cottbus und Schmiedeberg rund 900 Angestellte und Arbeiter in der Teppichproduktion beschäftigt. In Cottbus wurden handgeknüpfte Teppiche, aber auch webtechnische Teppiche hergestellt. Das waren unter anderem Tournay-Teppiche, hergestellt in einer Velours-Technik mit verschiedenfarbigen Polketten (einem separaten Kettfaden-System, das beim Weben von polhaltigem Gewebe die eigentliche Pol-Nutzschicht ergibt und mit einer Jaquardmusterung auf Velours-Maschinenwebtechnik produziert wird) sowie Florteppiche.
Nach dem Zweiten Weltkrieg stellte die Firma, später auch im Werk III der Cottbuser Wollfabrik, noch bis 1957 jährlich ca. 50.000–65.000 m² Teppiche her. Danach erfolgte die Verlagerung nach Oelsnitz, Wurzen und Münchenberndorf.

## Tuchfabrik Gustav Samson

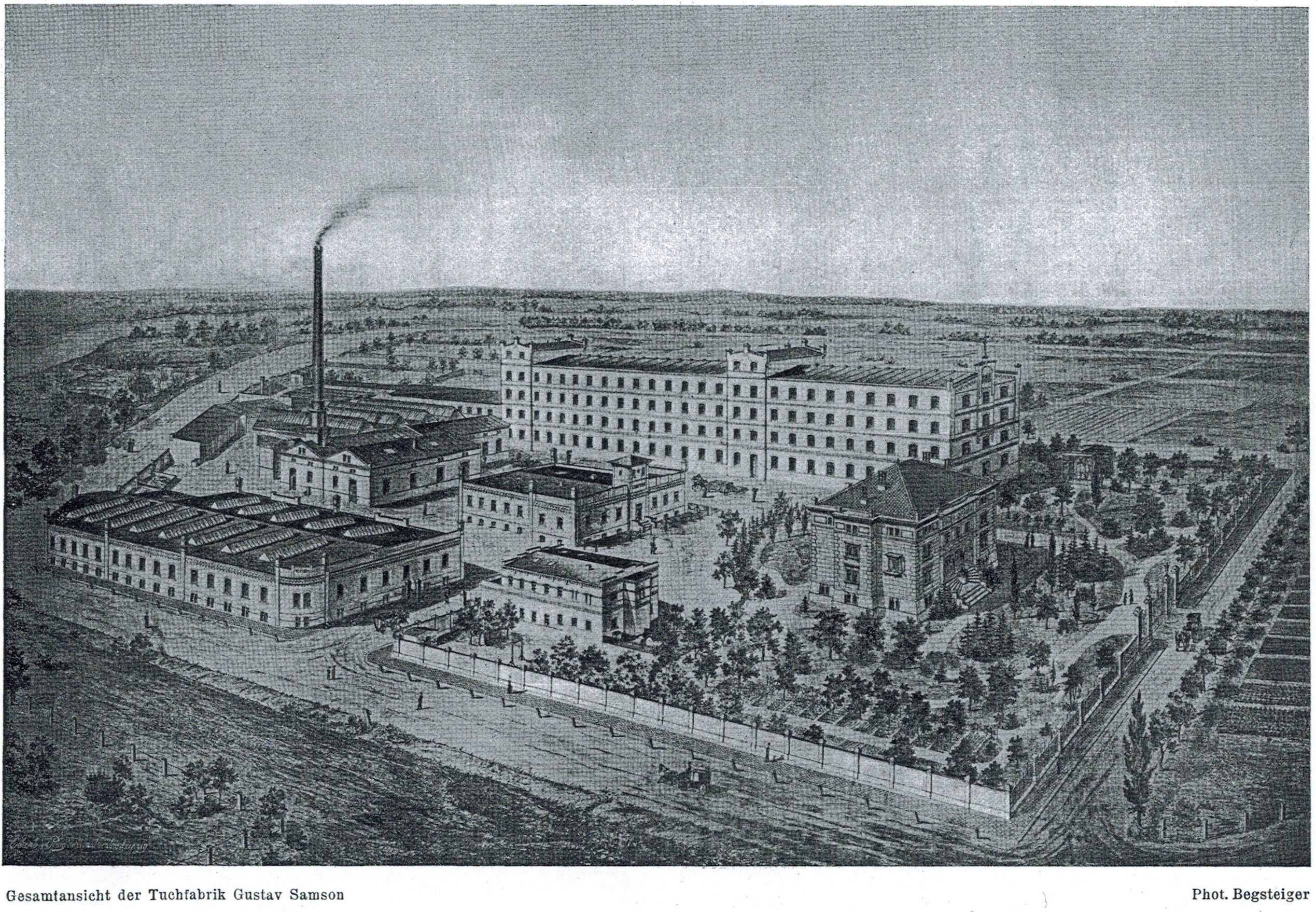
Fabrik Samson, Foto alt

Gegründet wurde die Fabrik 1869 durch den Tuchfabrikanten Gustav Samson. 1874 errichtete er eine große Produktionshalle. Um 1880 erfolgte die Erweiterung durch mehrere eingeschossige Produktionshallen. Am 11. März 1889 kam es im Kesselhaus der Fabrik zu einem Brand. 1923 wurden 500 Arbeiter und Angestellte beschäftigt. Die Produktpalette erstreckte sich auf die Produktion von rein wollenen Neuheiten in Streich- und Kammgarnen. Bis 1940 war die Fabrik im Besitz der jüdischen Familie Dr. Martin Bum. Die Villa der Familie Bum wurde in der Pogromnacht 1938 niedergebrannt. Die Aufmerksamkeit einer Hausangestellten rettete die Besitzer. Die Fabrik wurde zwangsarisiert und das Eigentum der Spinnstoff GmbH Schwarza und Schwarza. Dr. Martin Bum wurde 1940 ausgebürgert, sein Vermögen beschlagnahmt. Die Leitung der Spinnstoff GmbH hatten deutsche Chemiker, hier wurden synthetische Wollfasern hergestellt. Eine Besonderheit des Stoffes war seine Nichtbrennbarkeit. Die Fabrik, die 1945 völlig zerstört wurde, befand sich in der Parzellenstraße 15 / Ecke Stromstraße 13. 1970 wurden die bereits nach dem Krieg wiederhergestellten Reststücke für den Bau des Nordrings aufgegeben. Der Standort war unmittelbar neben dem ehemaligen städtischen Sommerbad, auf dem Gelände der heutigen Tischlerei Bosse.

## Tuchfabrik Wilhelm Ruff (später Müller)

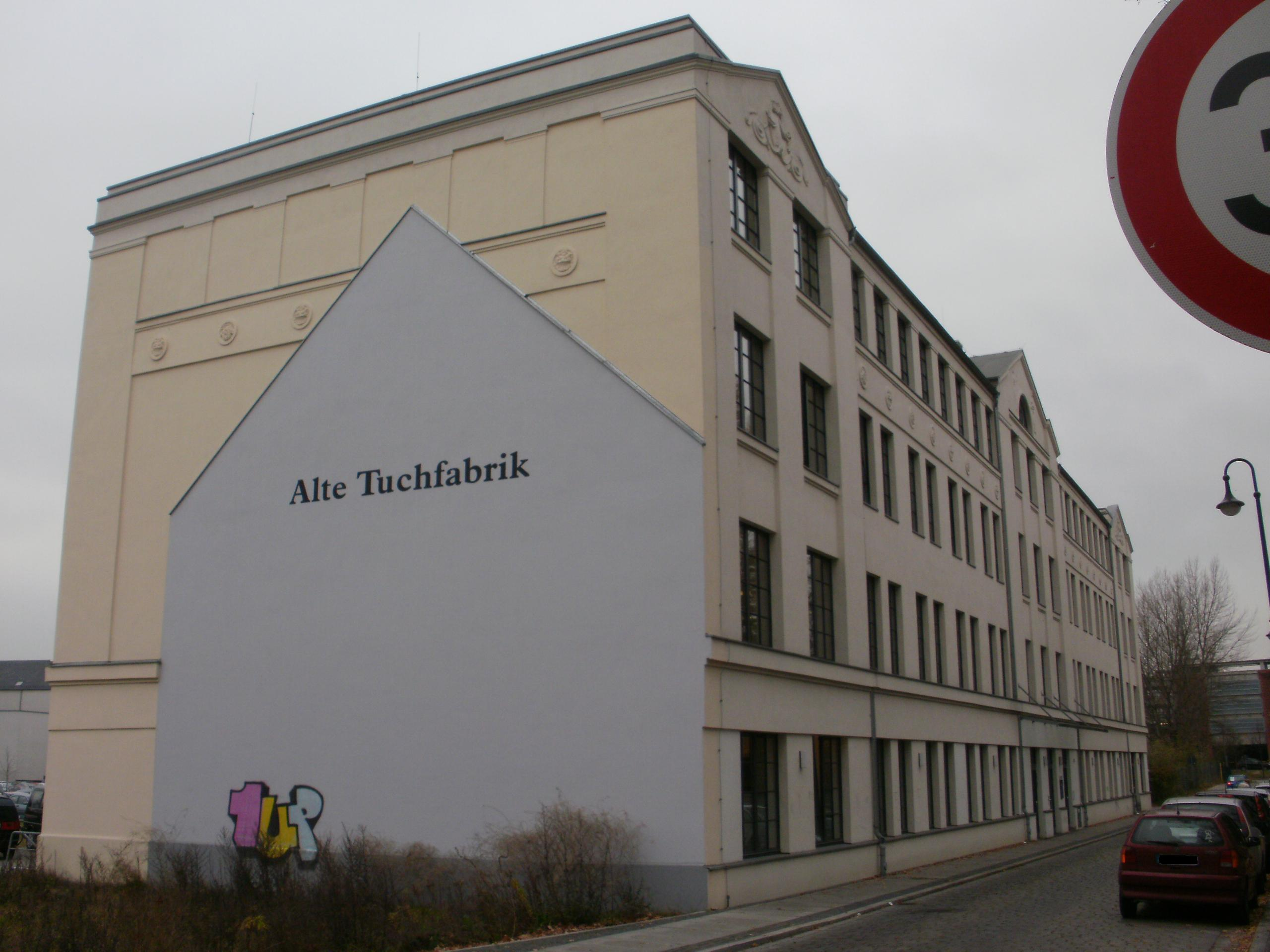
Ostrower Damm 20

Zwischen der Rosenstraße und der Fürst-Pückler-Straße (heutige Franz-Mehring-Straße) erbaute der Färber und Tuchmacher Wilhelm Ruff 1759 zeitgleich mit der Fertigstellung der Wollspinnhäuser seine Fabrik und ein Wohnhaus (später durch ein Großfeuer vernichtet) im Bereich des Mühlgrabens. Er war einer der ersten Tuchfabrikanten in Cottbus. Das Haupthaus der Tuchfabrik war ein langgestreckter zweigeschossiger Fabrikbau. Da es in den frühen Entstehungsjahren um 1800 noch keine fabrikspezifische Architektur gab, orientierte sich die Gestaltung an den Elementen der vorhandenen Wohn- und Arbeitshäuser. Die Ruffsche Fabrik gehörte in der damaligen Zeit zu den aufwendig gestalteten Fabriken in Deutschland. Das Fabrikgrundstück blieb bis 1856 im Besitz der Familie Ruff. Die nachfolgenden Unternehmer F. H. Mathesius und 1881 die Gebrüder Krüger erweiterten die Fabrik nach 1883, insbesondere im Bereich der Rosenstraße.
Ab 1907 war die Tuchfabrik im Besitz von Wilhelm Müller, der eine Baumwollspinnerei und Weberei betrieb. Nach einem Großbrand im Hauptgebäude 1915 errichtete er auf den Grundmauern den heute noch erhaltenen Eisen- und Stahlbetonbau. Nach 1945 wurde die Fabrik für unterschiedliche Nutzungen verpachtet. So wurde sie 1964 unter anderem als Teppichfabrik und bis 1991 vom Pharmazeutischen Großhandel genutzt. Um 1997 erfolgte die Planung eines Kinos, die Planung wurde verworfen, da es unklare Grundstücksverhältnisse gab und denkmalpflegerische Belange nicht beachtet wurden. Der Abriss der Wollspinnhäuser erfolgte 1992, die Fabrikantenvilla wurde 2008 geschleift. Die Fabrik selbst wurde entkernt, ausgebaut und beherbergt Kleinunternehmen sowie ein Callcenter.

## Tuchfabrik Richard Rottka AG

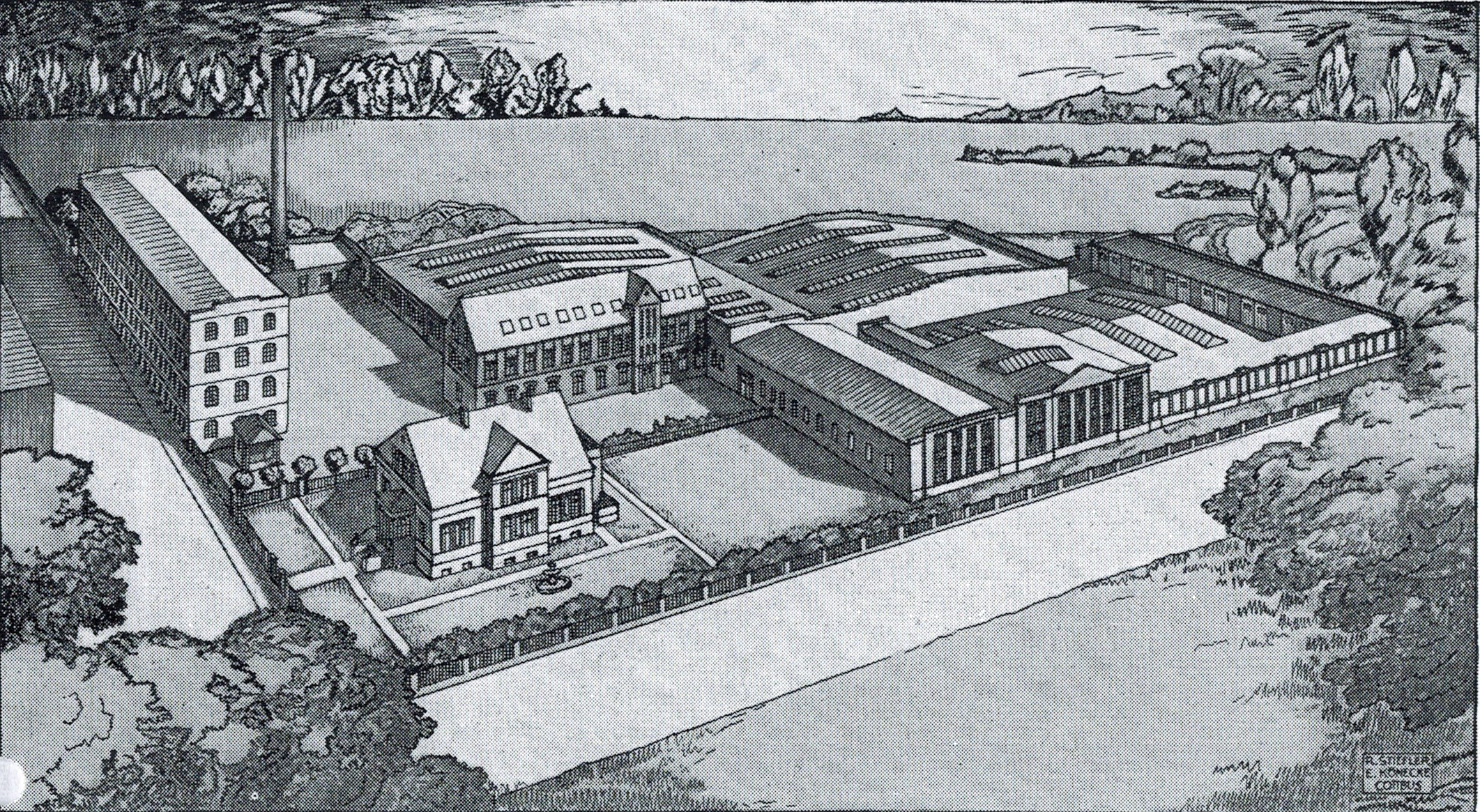
Fabrik Rottka, Foto alt

Die 1878 durch den Erbauer H. Elias errichtete Tuchfabrik ging am 1. Oktober 1892 in die Tuchfabrik R. Rottka über. Nach 30-jährigem Bestehen wurde sie am 30. September 1922 in eine AG umgewandelt. Besonderes Augenmerk wurde auf die Herstellung feiner Streichgarn-Herrenstoffe wie Paletot und Ulsterstoffe gelegt. Durch den Straßenbau „Fürst-Pückler-Straße 12“ (heute Franz-Mehring-Straße) wurde der nördliche Teil des Fabrikkomplexes getrennt. Am 2. August 1922 war das Unternehmen von einem Großbrand in der Fabrik betroffen, bei dem 50 Webstühle vernichtet wurden. Bereits im Juli 1923 konnte die Fabrik nach dem Wiederaufbau in ihre Benutzung als Vollbetrieb (Färberei, Spinnerei, Weberei und Appretur) genommen werden. Von 1916 bis 1927 war R. Rottka als unbesoldetes Magistratsmitglied (Stadtrat) in Cottbus tätig. Die beiden voneinander getrennten viergeschossigen, als roter Ziegelbau errichteten Gebäude sind mit einem flachen Dachpappen gedeckten Satteldach versehen. Das um den Hof gruppierte Fabrikgebäude (An der Wachsbleiche) ist ebenfalls in Sichtziegelarchitektur ausgeführt.

## Tuchfabrik Ludwig und Wilhelm Polscher

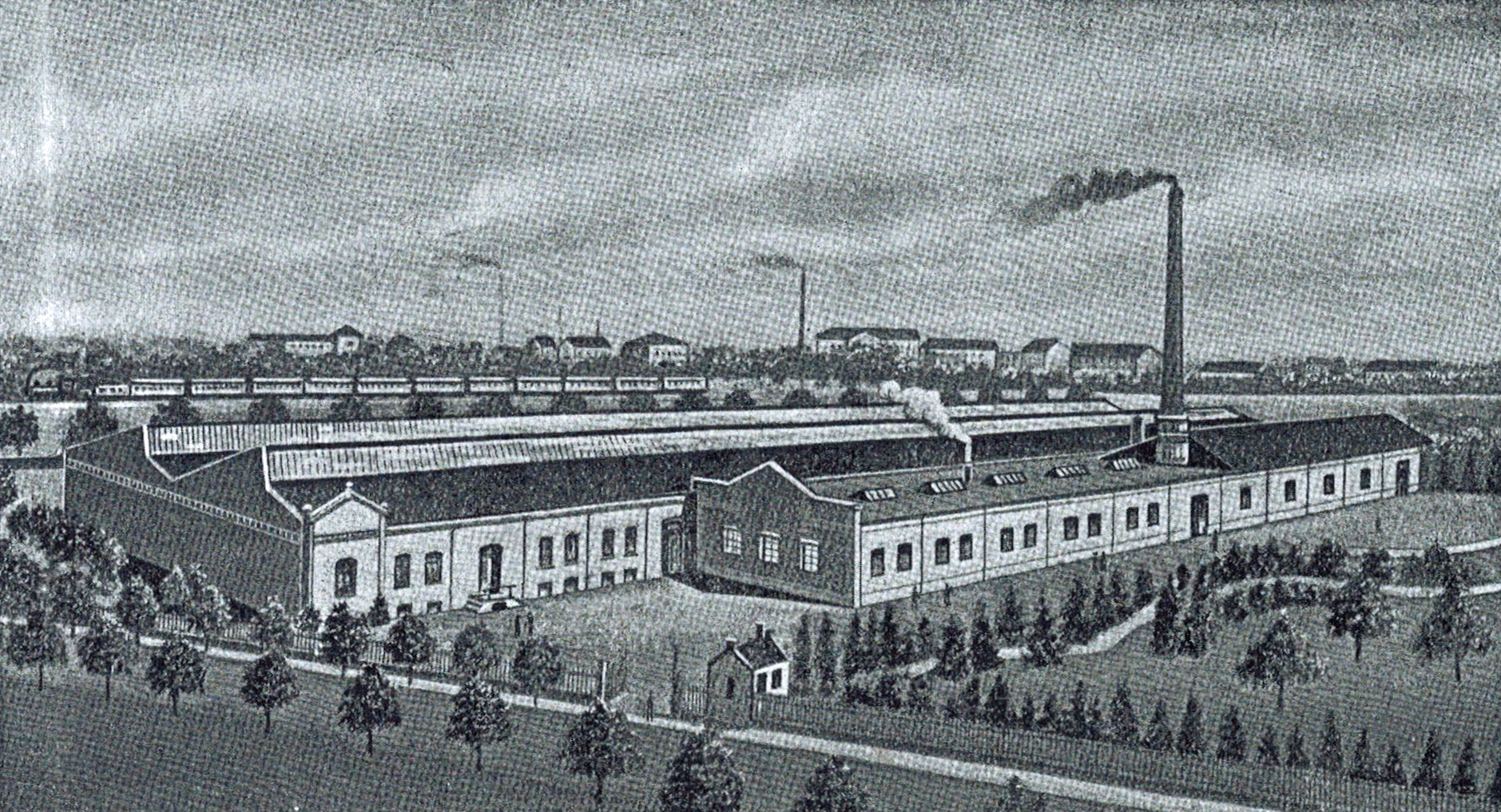
Fabrik Polscher, Foto alt

Die Tuchfabrik von Ludwig Polscher wurde 1880 als kleine Weberei in Cottbus gegründet und hat sich langsam aber stetig entwickelt. Später übernahm sein Sohn Wilhelm Polscher die Fabrik. Ludwig Polscher hat vom Tage der Gründung seiner Fabrik das Prinzip hochgehalten, nur Qualitätsware herzustellen und bezog als einer der ersten deutschen Fabrikanten schottische Garne zur Herstellung bester Herrenstoffe nach englischem Geschmack, die damals nur in Schottland als Spezialität gesponnen wurden. Als jedoch später die maschinellen Einrichtungen, besonders in den Spinnereien in Deutschland verbessert wurden, und der Überseehandel direkte Wolleinfuhren aus Australien und anderen Ländern ermöglichte, gelang es, diese Qualitätsgarne auch in Deutschland herzustellen. Der gute Ruf der Firma festigte sich immer mehr und demzufolge stieg auch der Umsatz von Jahr zu Jahr. Durch die wachsende Produktion mussten die verschiedenen Abteilungen des Betriebes vergrößert werden. Die Anzahl der Webstühle, der Spinn- und Zwirnspindeln, sowie der Hilfsmaschinen stieg stetig an. Ursprünglich befand sich der Betrieb in gemieteten Räumen der Maschinenbau-Aktiengesellschaft. Etliche Jahre später wurden neue größere Räume in der Parzellenstraße 93, vormals Gebr. Krüger, bezogen, bis 1889 die Firma ein eigenes großes Gelände gegenüber dem Pachtbetrieb erwarb und dort ein modernes Fabrikgebäude errichten ließ. Aber auch diese Räume waren auf Dauer zu klein und so kaufte der Sohn 1910 das Fabrikgrundstück am Ostrower Damm 11. Dieses wurde nach den neuesten Erfahrungen der damaligen Technik mit vollkommen elektrischen Einzelantriebsvorrichtungen ausgestattet. Die Gesamtkraftanlage der neuen Fabrik, welche von der Firma Siemens-Schuckert ausgeführt wurde, umfasste 100 Elektromotoren in einer Gesamtstärke von ca. 250 PS. Durch diese Einzelantriebe war die sparsamste Ausnutzung der elektrischen Kraft gewährleistet und Stillstände der Gesamtanlage vollkommen ausgeschlossen. Durch diese Anlage war die Firma in der Lage, ohne jeden Stillstand während des Krieges und der Übergangszeit in zwei und sogar drei Schichten zu arbeiten und somit den Lieferverpflichtungen nachzukommen. Wilhelm Polscher, der einzige Sohn des Gründers der Tuchfabrik, wurde 1903 in die Firma aufgenommen und war ab 1916 alleiniger Inhaber des Geschäfts. Unter seiner Leitung begann ab 1904 die vollständige Umwandlung der Firma unter Nutzung der gesammelten Erfahrungen und modernster Mittel. Er war immer bemüht, alle modernen Einrichtungen, welche zur Erhöhung der Leistungsfähigkeit beitrugen und zur Verbesserung der Fabrikate notwendig waren, anzuschaffen und in technischer Hinsicht immer auf der Höhe zu bleiben, denn „Stillstand bedeutet Rückschritt“. Der Erste Weltkrieg blieb nicht ohne Einfluss auf die Entwicklung der Firma. Nach plötzlicher Stilllegung des Betriebes, da sämtliche Aufträge gekündigt wurden, begann sofort die Anfertigung von Militärmannschaftstuch. In kurzer Zeit war die Fabrik mit Heereslieferungen wieder vollständig beschäftigt. Die Schwierigkeiten dieser Umstellung auf ein neues, unbekanntes Gebiet wurde durch Anstrengung aller Kräfte schnell behoben und die gelieferten Stoffe zeichneten sich durch vorzügliche Haltbarkeit und Qualität aus, sodass sie die volle Anerkennung der Abnahmebehörden fanden. Den Bestrebungen der Kriegswirtschaft folgend, entschloss man sich auch die Herstellung von Papiergewebe aufzunehmen und nach einigen Schwierigkeiten gelang es, den gesamten Betrieb in Papiergarnspinnerei und -weberei vom feinsten Lazarettmull bis zum grobfädigen Segeltuchersatz und Sackleinwandersatz umzustellen. Die Fabrik bekam dank der Leistungsfähigkeit und dem Anpassungsvermögen so große Aufträge, dass in Doppelschicht sowie in dreifacher Schicht gearbeitet werden musste. Die Abteilungsleiter bekamen vom Kaiser dafür das Kriegshilfekreuz verliehen. Nach dem Krieg und mit der Aufhebung der Zwangswirtschaft für Wolle begann die Fabrik sofort wieder mit der Herstellung von Friedensfabrikaten. Man war weiterhin bemüht, den guten alten Ruf als eine der führenden Firmen in der Erzeugung moderner Herrenstoffe englischer Art aufrechtzuerhalten. Im Jahre 1945 wurde die Tuchfabrik teilweise zerstört. Am 9. September 1946 wurde die Tuchfabrik Polscher enteignet und zur Tuchfabrik „Vorwärts“, 1953 VEB Tuchfabrik Cottbus (Werk III). Bis Anfang der 1960er Jahre nutzte die Tuchfabrik Cottbus die Räume für die Streichgarnspinnerei. Ab 1968 gehörte alles zum Textilkombinat Cottbus. Nach der Wende hatte das Objekt viele verschiedene Nutzer. Am 15. Mai 2013 begann man mit dem ersten Spatenstich die Bauphase für 5 komfortable Wohnhäuser auf dem Gelände der ehemaligen Tuchfabrik.

## Tuchgroßhandel und Tuchversandhandel Michovius

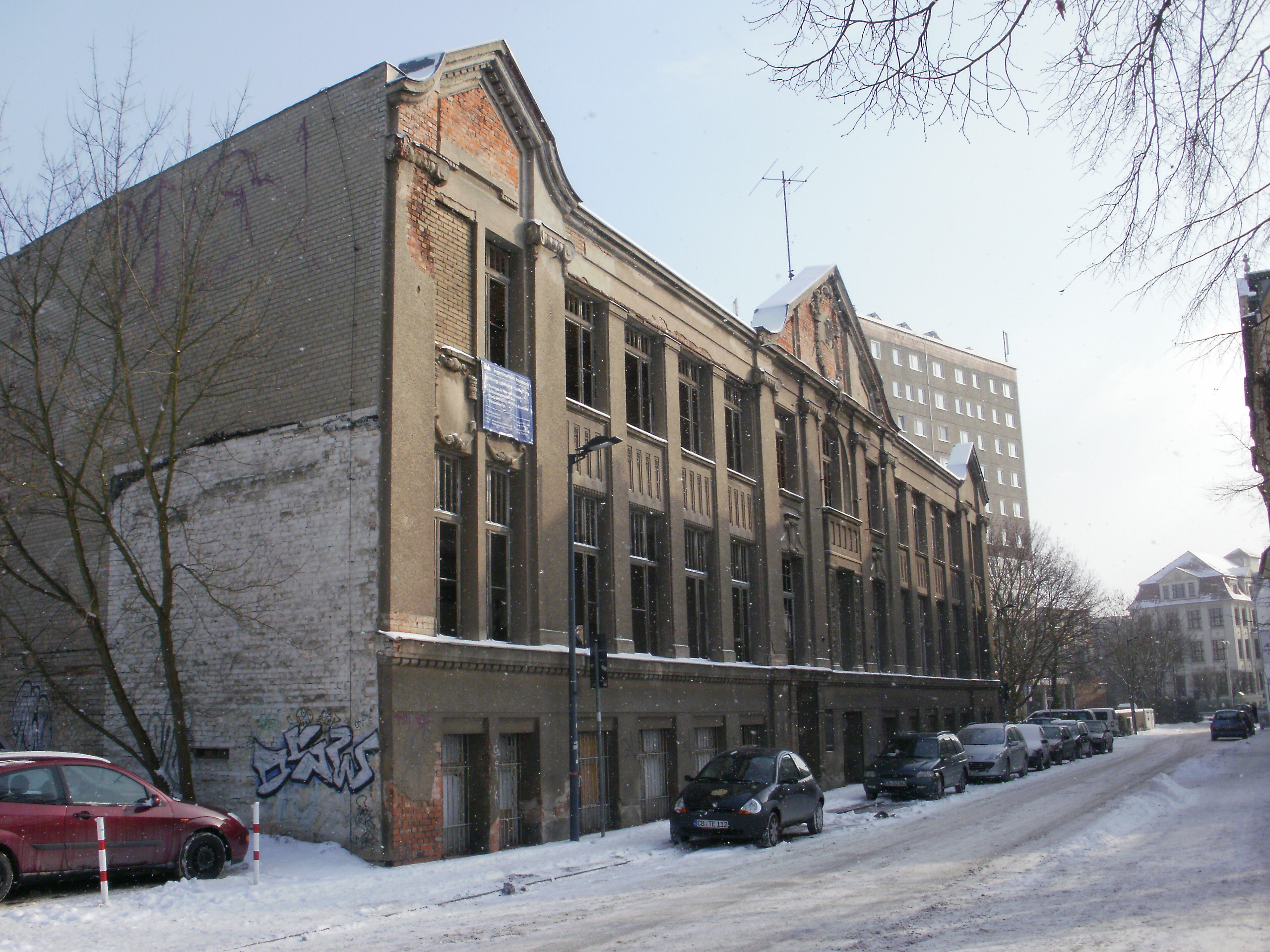
Michovius, Lieberoser Straße 35–36, 2012

Im Jahr 1843 gründete F. W. Michovius eine Tuchmacherei, die er mit einem Tuchhandel verknüpfte. Dazu bezog er zunächst Geschäftsräume im Dreifert-Haus (einem Eckhaus am Altmarkt). Auf dem Grundstück errichtete er 1856 einen Geschäftsneubau, in welchem die Firma bis 1912 tätig war. Nach dem Tod des Firmengründers beschloss die neue Geschäftsführung des expandierenden Unternehmens 1910 einen weiteren Neubau in der Lieberoser Straße zu errichten, der 1912 fertiggestellt wurde. Unter der Bezeichnung „Tuchgroßversand und Uniformfabrik Michovius“ wurde dieser Firmensitz in Cottbus bekannt. Bis 1989 wurde das Gebäude weiterhin als Großhandelsgenossenschaft für Textilien genutzt. Nach jahrelangem Leerstand erfolgte 2012/13 eine umfassende Sanierung des Gebäudes unter Berücksichtigung der Vorgaben des Denkmalschutzes. Es entstand ein moderner Wohn- und Geschäftskomplex mit Eigentumswohnungen, Arztpraxen und Büroräumen für Kleinunternehmer.

## Tuchfabrik Ernst Michaelis
Die Tuchfabrik 1 von Ernst Michaelis wurde am Ostrower-Damm 12 etwa um 1800 gegründet, etwa zur gleichen Zeit entstand die Tuchfabrik 2 am Eichenpark mit einem Gleisanschluss für die Pferdeeisenbahn. Das Produktionsprofil war vielschichtig: es wurde gewalkt, lichtechte Farben auf lose Wolle gebracht, Kamm- und Streichgarn im Strang und auf Kreuz aufgespult, Wolle und Wollgarn gebleicht, die Küpenfärbung (zum Einfärben von Polyester geeignet) für Lieferungstuche angeboten, Strick-, Strumpf- und Teppichgarne sowie Stapelfasern hergestellt und auch das Stückfärben als Lohnarbeit für andere Unternehmen angeboten. Als Lohnarbeit wurde u. a. die teilweise Färbung von Garnen übernommen. Ernst Michaelis war von 1918 bis 1924 unbesoldetes Magistratsmitglied (Stadtrat). Neben der Firma „Ernst Michaelis & Co.“ hat es 1966 noch acht weitere private oder halbstaatliche Textilbetriebe mit zusammen ca. 580 Beschäftigten in Cottbus gegeben.

## Tuchfabrikant Hermann Löw

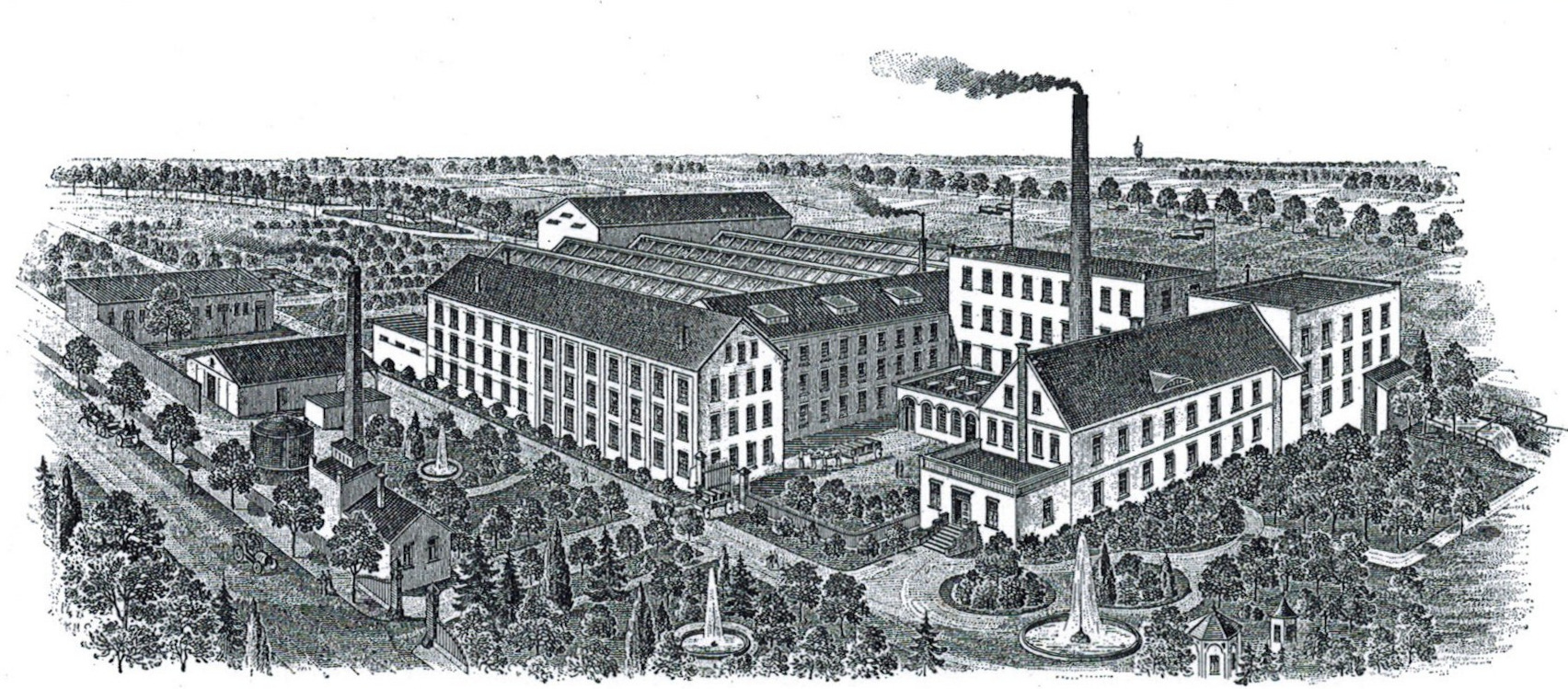
Fabrik Löw, Foto alt

Hermann Löw hat die 1892 abgebrannte Fabrik, erbaut 1829 vom Tuchfabrikanten F. Weber, neu aufgebaut und gründete die Priorfabrik am Priorgraben. Besonders hervorzuheben ist diese Fabrik wegen der umfangreichen gärtnerisch gestalteten Außenanlagen, die nicht nur das Wohnhaus umgaben, sondern auch das gesamte Fabrikgelände durchzogen. Heute steht an der Stelle ein Gesundheitszentrum. Es befindet sich an der Madlower Hauptstraße am Priorgraben.

## Tuchfabrik Carl Loll GmbH
1897 erhielt die Firma den Namen des Besitzers Carl Loll. Bereits sein Urgroßvater hatte vor mehr als 100 Jahren die Grundlagen für eine Tuchfabrikation in Falkenberg / Pommern gelegt. Er verlegte das Unternehmen dann nach Kallies / Pommern. Dort produzierte die Firma hauptsächlich Uniformstoffe, sie war Lieferant aller Behörden. Nebenher wurden natürlich auch andere Herrenstoffe produziert.
Die Familie musste durch die schwierigen Kriegsverhältnisse die Produktion zum größten Teil von Uniformtuch auf Ziviltuch umstellen, was den späteren Inhaber Fritz Loll bewog, den Betrieb nach Cottbus zu verlegen. Zu Beginn des Jahres 1922 konnte dann das Grundstück in der Ostrower Straße erworben werden. Dort befand sich neben dem Hauptbetrieb auch der kaufmännische Bereich. In der Zweigfabrik Parzellenstraße 21/22 wurde die Spinnerei untergebracht. Bei der Herstellung von Zivilware kam der Firma die große Erfahrung aus der Uniform-Tuchfabrikation zugute.

## Teppichfabrik Richard Otto

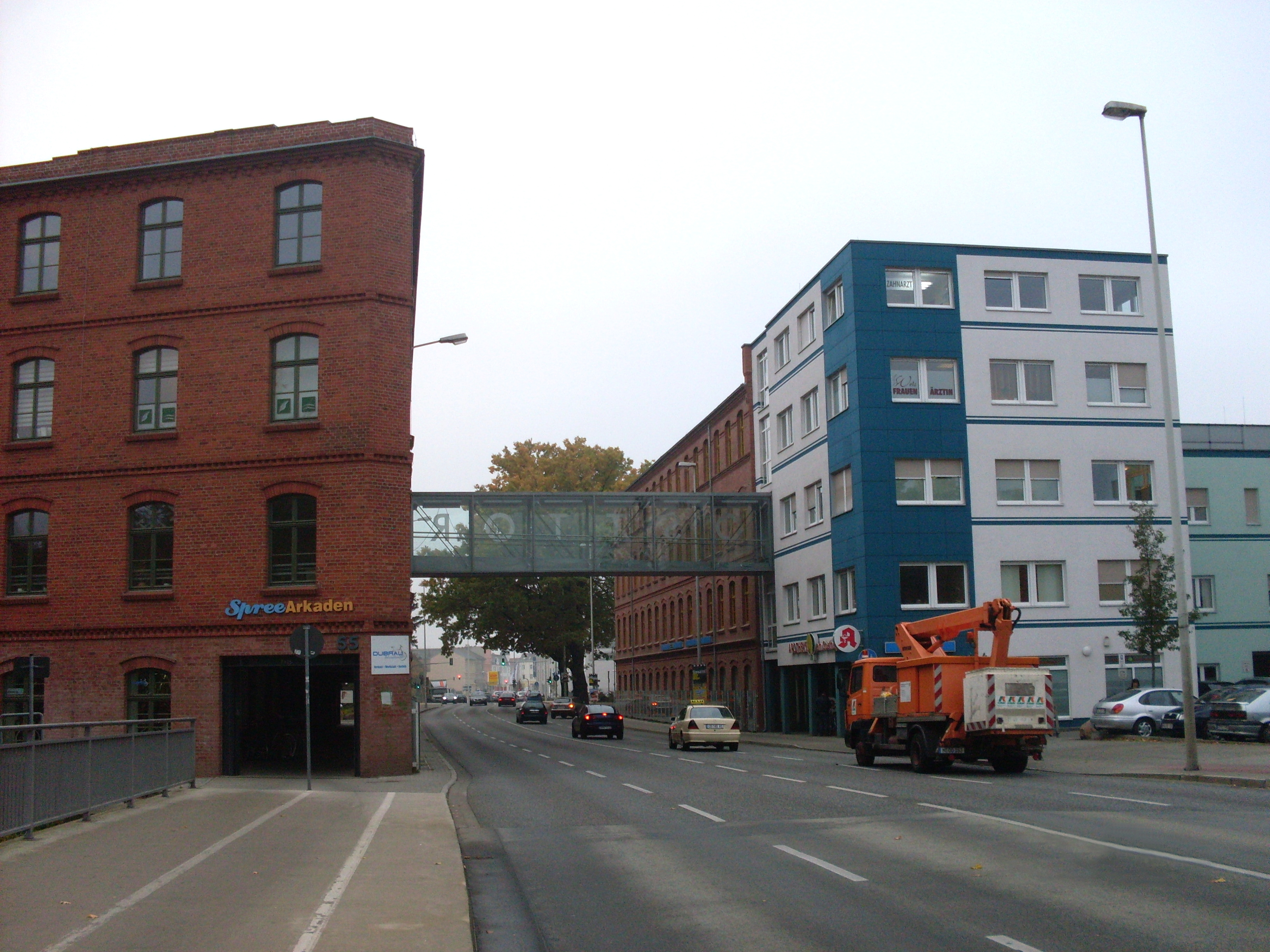
Franz-Mehring-Str. 55, 61

Gegründet wurde die Teppichfabrik 1924 von Richard Otto in der Pückler Straße 13/14 (heute Franz-Mehring-Straße). Es wurden handgeknüpfte Teppiche, Brücken und Vorleger mit repräsentativem Charakter hergestellt, aber auch Axminsterteppiche (in Velours-Maschinenwebtechnik gewebter Florteppich) gehörten zum Sortiment der Firma. Nach dem Tod des letzten, nicht bekannten Inhabers ging die Fabrik mit allen Maschinen an die VEB Wurzener Teppichfabrik, die Belegschaft ging in das TKC über und die Handknüpferei wurde eingestellt. In Cottbus war die Teppichindustrie nicht so stark ausgeprägt wie die Tuchbekleidungsindustrie.

## Teppichfabrik Krüger & Hahn
1894 erfolgte die Gründung der Teppichfabrik Krüger & Hahn mit Sitz am Otrower Damm / Inselstraße. Die Produktpalette reichte über Teppiche, Brücken, Läufer bis zu Vorlegern. Besonders erfolgreich war die Herstellung von künstlerisch wertvollen handgeknüpften Teppichen. Die Firma existierte noch bis zur Verstaatlichung 1972, danach wurde sie als VEB Teppiche Cottbus weiter geführt.
1991 musste die Firma reprivatisiert werden, die Alteigentümer legten die Produktion sofort still und schlossen die Fabrik.

## Tuchfabrikant Moritz Kittel
Der erste Cottbuser Fabrikant, der von der preußischen Regierung am 2. Oktober 1835 eine Fabrik-Konzession erhielt, war Heinrich Kittel. Er hatte 1829 von Carl Trauvogel in Madlow einen Teil vom Priorfließ, einem 1495 künstlich angelegten Abzweig der Spree zur Wasserversorgung der Glinziger Teiche, in Erbpacht genommen. Mit der Wasserkraft betrieb er eine Appretur (Veredelung von Garnen und Stoffen) und eine Walke zur mechanischen Verformung von Tuchen. Ab 1840 setzte er in seiner Fabrik in Madlow die beiden ersten Cartwrightschen mechanischen Webstühle ein. Damit war die Grundlage für die Anfänge der Großbetriebe in der Cottbuser Textilindustrie gelegt. Auf seinem Grundstück in der Neustadt 2 (Neustädter Tor) unterhielt er Vorspinnmaschinen, englische Feinspinnmaschinen, Webstühle und eine Tuchpresse. Von 1842 bis 1852 betrieb Moritz Kittel außerdem eine Tuchfabrik am Klosterplatz 3 (eine vormalige Malzdarre und heutige Jugendherberge). Eine Tuchfabrik und ein Wohnhaus von Samuel Kittel befand sich davor bereits am Klosterplatz 5.
Moritz Kittel errichtete 1852 nach geringeren Anfängen zwischen Spree und Zimmerstraße (gegenüber der Fabrik Gebr. Lutze) eine Tuchfabrik mit Dampfmaschine mit einer Leistung von 5 PS. Er arbeitete mit seinem späteren Teilhaber, dem Kaufmann Otto Serno, zusammen. Da nach kurzer Zeit bereits die Auslastung der Anlage erreicht war, wurde eine mit größerer Dampfkraft betriebene mehrgeschossige Fabrik erbaut.
Otto Serno trat 1870 aus dem Verbund aus, die Fabrik wurde an den Fabrikanten Gustav Krüger verkauft, der sie betrieb bis seine Erben das gesamte Anwesen zu gleichen Teilen an den Tuchfabrikanten Paul Franke und den Spinnereifabrikanten Gustav Otto verkauften.
Bereits um 1930 wurde der gesamte Fabrikkomplex durch die nachfolgenden Besitzer aufgrund der schlechten Auslastung abgetragen und eine Parkanlage angelegt. Noch heute sind Teile des Parks erhalten, auf dem das Gebäude der ehemaligen Landeszentralbank sowie Stadtvillen entstanden sind.

## Tuchfabrikant Max von Kessel
Ende des 19. Jahrhunderts erbaut, wurde die Fabrik für den Tuchfabrikanten Hilpert in der Fürst-Pückler-Straße (heute Franz-Mehring-Str.) gegenüber der Tuchfabrik W. Müller. Dann wechselte die Fabrik an den Färber August Nicolai, spätere Besitzer waren Samuel Ferdinand Koppe sowie Adolf und Franz Koppe. Diese vermieteten Räume an die Tuchhersteller Jürss & Egler, die die Fabrik 1921 kauften. Ab 1925 war Max von Kessel Alleininhaber, er wurde 1946 enteignet und der Betrieb in den VEB Tuchfabrik Cottbus (TUFA) umgewandelt. Hier wurde Kammgarn und Streichgarngewebe aus Wolle hergestellt. Anfang 1990 erfolgte die Schließung der Fabrik. Danach wurde der Fabrikkomplex inklusive des Heizhauses teilweise abgerissen. Nach 2012 wurde der Rest durch den Wohnungsvermieter „e. G. Wohnen“ entkernt und umgebaut.
Max von Kessel wurde 1885 in Mexiko geboren. Er war der älteste Sohn von (Konstantin Johann August) Leopold von Kessel (1853–1928), der in Mexiko eine Silbermine betrieb. Seine Mutter hieß Sofie, geborene Windisch (1866–1924). Er hatte einen jüngeren Bruder.
Maximilian von Kessel studierte von 1909 bis 1913 Textilmaschinenbau an der Technischen Hochschule Aachen und erwarb 1925 in Cottbus die Tuchfabrik Jürss & Elger, die er bis zum Kriegsende 1945 betrieb. Als einer der wenigen Cottbusser Industriellen seiner Zeit erwarb er die Wolle für seine Fabrik in Australien stets zu Bestpreisen und verschaffte sich dadurch Wettbewerbsvorteile. Er orientierte sich bei der Fertigung an den hohen Standards der Aachener Tuche. Stoffe mit komplexer Oberflächenstruktur, beispielsweise Schlingen- und Knötchen-Ware (Frottee) bildeten eine Grundlage des Firmenwachstums auf bis zu 235 Mitarbeiter. Er wurde 1946 enteignet und der Betrieb in den VEB TUFA umgewandelt. Der Bau eines leistungsstarken Elektrizitätswerkes auf dem Firmengelände, womit er teilweise die Stadt Cottbus mit Energie mitversorgen konnte, entstand in einer Zeit, in der viele Betriebe in Cottbus gleichzeitig von zentralen Dampfmaschinen auf Elektromotoren umrüsteten und es dadurch zu Lieferengpässen bei der städtischen Elektrizitätsversorgung kam. Der Bau von modernen Unterkünften und einer Werksküche für die sowjetischen Zwangsarbeiterinnen (nach 1942) auf dem Werksgelände sind zwei weitere zentrale bauliche Maßnahmen seiner Schaffenszeit. Teile der Fabrik am Ostrower Damm 17/18, Franz-Mehring-Straße 62 wurden unter Denkmalschutz gestellt. In dem Bewusstsein, sich während der Nazizeit nie schuldig gemacht zu haben, fuhr er auch nach der Besetzung der Stadt durch die Rote Armee jeden Tag zu seiner Fabrik, wo er aus Teilen der Belegschaft der Sabotage beschuldigt wurde, was zu seiner Inhaftierung führte. Er wurde am 25. September 1945 von der russischen Besatzung in das Internierungslager Jamlitz bei Cottbus gebracht und am 1. August 1949 für tot erklärt. Die genauen Umstände seines Todes sind ungeklärt. Die Stammreihen-Datenbank des deutschen Adels gibt den Oktober 1945 als Todeszeitpunkt an.
Maximilian von Kessel war zwei Mal verheiratet. Die erste Ehe mit Elsa Wlazil in Cottbus vom 16. Dezember 1919 wurde am 18. November 1931 geschieden. Die zweite Ehe mit Gisela Wingenfeld (* 29. Januar 1912 in Düsseldorf) wurde am 5. Januar 1932 in Hamburg geschlossen. Die Tochter Helga Gisela von Kessel (später Helga Leufen) wurde am 30. Juli 1935 in Berlin geboren und verstarb am 7. Juni 2024 in Überlingen am Bodensee. Der Sohn Wolf-Christoph, geboren 1937, verstarb 1941. Gisela verließ Maximilian von Kessel 1945. In seiner Freizeit war von Kessel leidenschaftlicher Jäger.

## Tuchfabrikanten Kehrl
Rudolf Kehrl, am 31. Dezember 1836 in Brandenburg geboren, baute eine Tuchfabrik in seinem Heimatort auf.
Seine Söhne, Gustav und Richard, übernahmen 1903 das väterliche Unternehmen. Nachdem es 1913 vollständig abgebrannt war, wurde der neue Firmensitz nach Cottbus verlegt, wo man zunächst in angemieteten Räumen produzierte. 1914 kauften die Gebrüder Kehrl das Grundstück der Cottbuser Tuchfabrikanten Textor & Prochatschek, das zu dieser Zeit schon vom jüdischen Fabrikanten Eisler geführt wurde. Zur 1883 erbauten Fabrik von Textor & Prochatschek im Spreebereich der Parzellenstraße 10 gehörten das viergeschossige, langgestreckte Fabrikgebäude, ein seitlich vorgelagerter Treppenturm sowie das Kesselhaus.
Die Gebrüder Kehrl erweiterten die Produktion durch moderne Spinnerei-, Weberei- und Appreturmaschinen. Hauptsächlich hergestellt wurden Anzugstoffe aus feinem Streichgarn, dominierend war dabei „marengo Meltons“. Marengo, nach einem Ort in Italien benannt, ist ein Streichgarn aus schwarzer Wolle, dem 3–5 % feines weißes Material beigefügt wurde, das vorwiegend in der Herrenoberbekleidung Verwendung fand. Die aus diesen Marengogarnen in Leinwand- oder Köperbindung hergestellten Streichgarn- oder Kammgarngewebe mit dunkelgrauen bis schwarzem Grundton erhalten durch Walken einen dichten, festen Flor, der in der Dekatur festgelegt wird, und auf dem sich die weißen Fasern abheben. 1927 übernahmen die Kehrls den wesentlich größeren Textilbetrieb von Richard Rottka. Dazu gehörten die heute noch bestehenden Fabrikgebäude in der heutigen Franz-Mehring-Straße 55 und der Parzellenstraße. Über 300 Arbeiter an mit Dampfkraft betriebenen Maschinen produzierten in großer Stückzahl. Um die zahlreichen Aufträge zu erfüllen, wurde zusätzlich an „Lohnstühlen“ gearbeitet. Der Zweite Weltkrieg mit den Heeresaufträgen sorgte für eine ausgezeichnete Auslastung der Textilfabrik. Zu dieser Zeit leitete Hans Kehrl (der Sohn von Richard) das Unternehmen. Hans Kehrl hatte leitende Funktionen im NS-Staat inne, er war Präsident der IHK der Niederlausitz, Stabschef bei Albert Speer und „Eingliederungsspezialist“ für polnische und ukrainische Textilfirmen ins Deutsche Reich. Er war mitverantwortlich für den NS-Raub und die Menschenvernichtung in Europa, seine Tuchfabrik war eine der ersten, die nach dem Krieg in staatliche Verwaltung überging. Die Textilfabrik Kehrl wurde als Werk 2 ein Teil des VEB Tuchfabrik Cottbus, TUFA genannt. 1992 erfolgte die Liquidation, die Gebäude wurden umgebaut, saniert und einer neuen Nutzung zugeführt.

## Tuchfabrikant Jürss & Elger

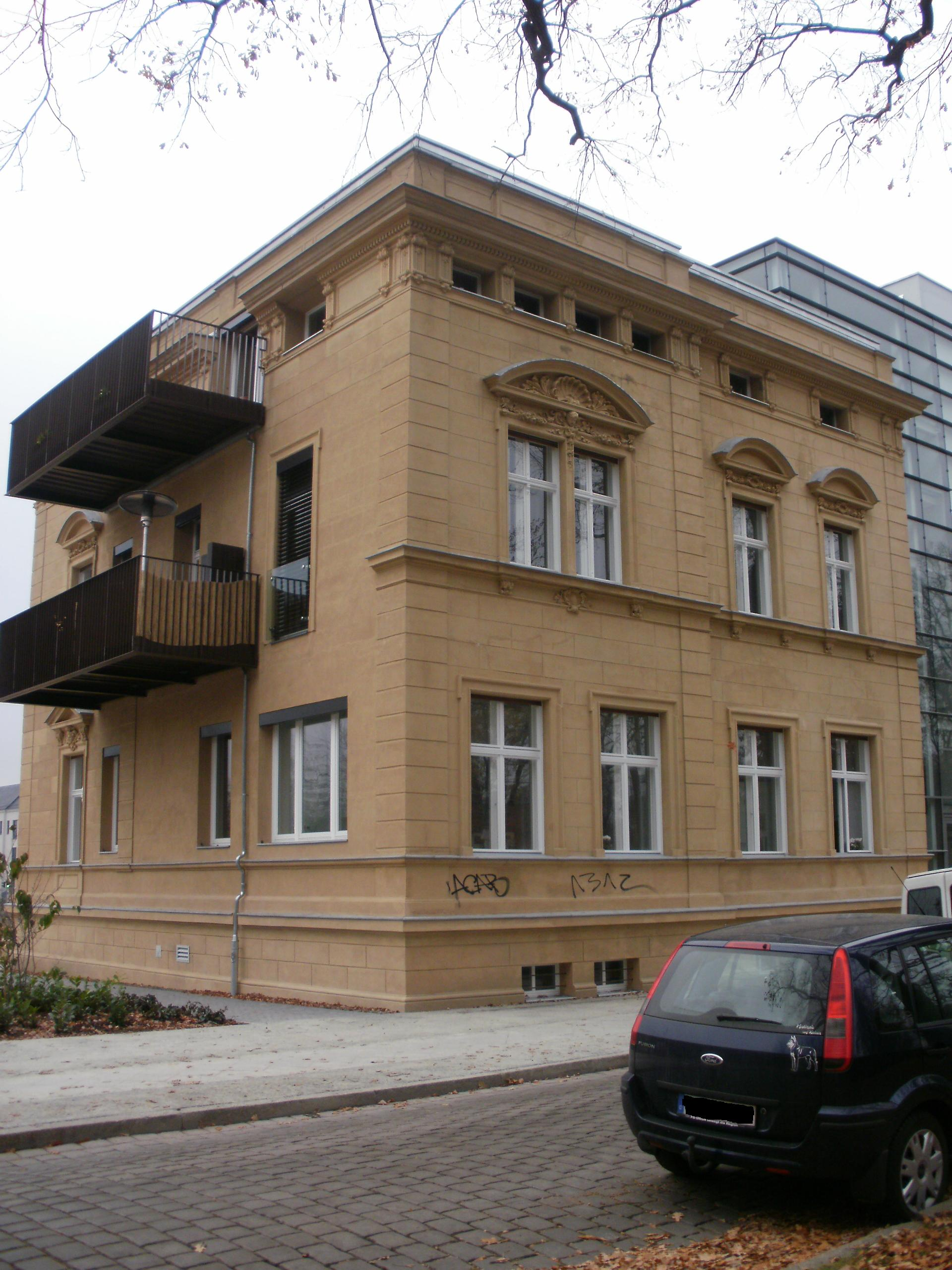
Ostrower Damm 17, Villa

Um 1888 wurde die Tuchfabrik am Ostrower Damm 17/18 gegenüber der blauen Brücke als auch der heutigen Franz-Mehring-Straße, auch Straße der Textilfabrikanten genannt, gegründet. Produziert wurden vorwiegend Neuheiten in Tuchen und Buckskin (Anzug und Kostümstoff aus Wolle und Viskosestreichgarn). In der Fabrik war eine Dampfmaschine mit 400 PS installiert, die 1600 Spindeln, 1200 Zwirnspindeln und 44 Webstühle antrieb. Erbaut wurde die Fabrik für den Tuchfabrikant Hilpert, dann übernommen vom Färber August Nicolai, spätere Besitzer wurden Samuel Ferdinand Koppe sowie Adolf und Franz Koppe. Diese vermieteten Räume an die Tuchhersteller Jürss & Elger, die 1921 die Fabrik kauften. Ab 1925 war Maximilian von Kessel Alleininhaber. Der Betrieb wurde nach 1946 zum VEB umgewandelt und firmierte dann als Werk 1 des VEB Tuchfabrik Cottbus (TUFA). Dort wurden Kammgarn und Streichgarngewebe aus Wolle hergestellt.
Anfang 1990 erfolgte die Schließung der Fabrik, der Gebäudekomplex wurde teilweise abgerissen, der Rest entkernt und durch den Wohnungsvermieter „e. G. Wohnen“ zu Wohnungen und Arztpraxen umgebaut.

## Tuchfabrik Berthold Herfarth
Tuchfabrikant Berthold Herfarth betrieb schon 1901 eine Spinnerei, bevor er 1919 die Tuchfabrik von Robert Förster in der Pücklerstraße 20 / Briesmannstraße 1 übernahm. Am 23. Februar 1929 kam es zu einem Brand des Seitenflügels der Tuchfabrik, in der Einsatzstatistik 1900–1967 der Cottbuser Feuerwehr wurde über die Höhe des Schadens keine Angabe gemacht. Nach 1945 führte Heinz Herfarth die Fabrik weiter. Aus dem Privatunternehmen wurde ein Betrieb mit staatlicher Beteiligung. Das Jahr 1972 brachte dramatische Veränderungen in der Wirtschaftsstruktur. Auch in Cottbus wurden zahlreiche Betriebe, die bis dahin privat oder mit staatlicher Beteiligung betrieben wurden, verstaatlicht. Das Traditionsunternehmen Herfarth ging u. a. in den VEB Tuchfabrik Cottbus in Volkseigentum über. Heinz Herfarth führte das Unternehmen bis 1978 als Werkleiter in der TUFA weiter. Danach schied er aus, die Textilfabrik in der Pücklerstraße wurde kurze Zeit später in einer Nacht-und-Nebel-Aktion abgerissen. Heinz Herfarth widmete sich damals mit seiner Frau bereits der Eröffnung eines privaten Tuch- und Stoffhauses in der Sandower Str. 59, Ecke Altmarkt. Der Standort des Tuchhauses in der Sandower Straße gehört zu den geschichtsträchtigsten der Cottbuser Innenstadt. Hier wurde lt. Stadtchronik bereits ein Hausbesitzer im Jahr 1544 aufgeführt. Um 1780 wurde durch den Kaufmann Ohnesorge das Geschäftshaus in der jetzigen Form errichtet. Er betrieb dort u. a. einen Gasthof, in dem sich um 1800 die Cottbuser Honoratioren trafen. 1991 wurde das Gebäude umfassend rekonstruiert. Im Jahr 2007 befand sich das Tuchhaus Herfarth laut Handelsregister in Liquidation und hat für immer seine Türen geschlossen.

## Heinrich Jaeger

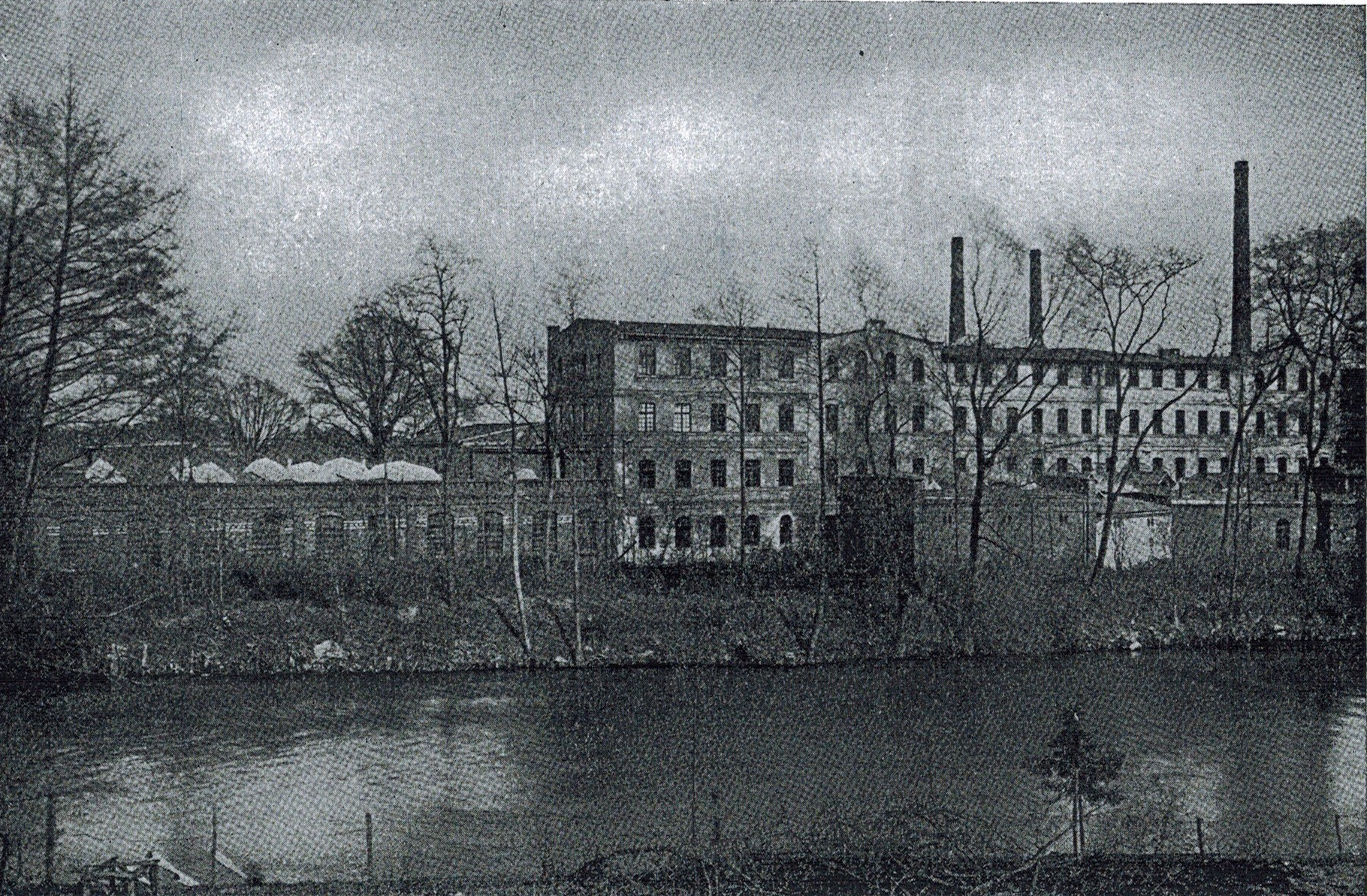
Fabrik Jäger, Foto alt

Der Tuchfabrikant Ferdinand Gottlieb Heinrich Jäger gründete am 2. August 1860 seine Tuchmacherei, er begann seine Arbeit mit zwei einfachen Handwebstühlen. Sein Ziel war es, eine moderne, mit Dampfkraft betriebene Tuchfabrik aufzubauen. Spinnereien benötigen Wasser als Antriebskraft, so siedelten sich die meisten Cottbuser Tuchfabrikanten an der Spree oder an den Nebenarmen der Spree an. So auch Heinrich Jaeger, der 1866 ein weiteres Grundstück an der Spree erwarb. Schon 1867 begann er mit der Tuchherstellung in dem neuen Objekt, nebenbei erweiterte er die Fabrik, so verfügte das Werk 1890 bereits über eine Platzkapazität für 60 Webstühle. Der Aufstieg vollzog sich allerdings nicht ohne Schwankungen und Rückschläge. Unsichere politische Verhältnisse und Kriegszeiten minderten den Absatz und störten das Ausfuhrgeschäft. Hinzu kamen das dauernde Steigen der Rohmaterialpreise und die Konkurrenz anderer Cottbuser Tuchfabriken. Trotzdem ging der Jaegersche Erfolg weiter. Die Anfertigung von schweren, glatten Stoffen war rückläufig: Die Herstellung von gemusterten und tuchartigen Stoffen, deren Fertigung kürzere Zeit beanspruchte, trat in den Vordergrund. An der Stelle bewährte sich das fabrikneue Labor von Jaeger, das sich insbesondere bei der Fabrikation von Kammgarn-Stoffen und der Verbesserung der Fertigungslängen große Verdienste erwarb. Viele zukünftige Tuchfabrikanten erlernten das Grundwissen der Tuchherstellung bei Heinrich Jaeger, bevor sie sich selbständig machten. Ein Meilenstein der Entwicklung war Ende 1880 die Herstellung gemusteter Kammgarn-Tuche in Jaegers Tuchfabriken. Damit schuf er sich einen Vorlauf gegenüber anderen Tuchfabrikanten bis zum Beginn des Ersten Weltkrieges. Nach dem Krieg galt es, das Bestehen und Erhalten seiner Tuchfabrik zu gewährleisten. Die Tuchfabrik Heinrich Jaeger wurde 1946 enteignet und 1947/48 dem VEB Wollfabrik (Cottbuser Wollwaren) angegliedert. Später wurde das Unternehmen in das Textilkombinat Cottbus eingegliedert.
Im Jahr 2009 wurde das marode Backsteingebäude der einstigen Tuchfabrik Heinrich Jaeger am Spreebogen abgerissen. Damit endete die Geschichte des 150-jährigen Bestehens der Heinrich-Jaeger-Tuchfabrik, die für sich in Anspruch nehmen konnte, die industrielle Tuchfertigung großen Stils in der einstigen Niederlausitzer Textilstadt Cottbus eingeführt zu haben.

## Hasselbach & Westerkamp
Christoph Hasselbach, ein 1841 in Göttingen geborener Tuchmachersohn, heiratete 1867 in Cottbus Anna Kühn, die Tochter des Teppichfabrikanten Kühn. 1868 gründete Christoph Hasselbach eine eigene kleine Tuchfabrik in Cottbus. Zu der Zeit führte auch Adolf Westerkamp eine eigne Tuchfabrik, außerdem besaß er in der Wernerstraße / Ecke Külzstraße einen Komplex aus Reithalle, Stall, Wohn- und Vereinshaus.
Christoph Hasselbach und Adolf Westerkamp führten 1880 ihre getrennten Unternehmen zusammen und vereinten Vollwäscherei, Färberei, Spinnerei, Zwirnerei, Weberei, Walke und Appretur unter dem Firmennamen „Hasselbach & Westerkamp“.
Noch im gleichen Jahr kauften Hasselbach und Westerkamp die seit 1862 bestehende Textilfabrik von Adolf Ziesche in der Ostrower Straße 15–16. Die Fabrikgebäude wurden bis 1996 genutzt, dann aber abgerissen. Nach 1898 wird Christoph Hasselbach als alleiniger Firmeninhaber geführt, später übergab er seine Tuchfabrik an die Söhne Max und Otto.

### Fabrikgebäude Ostrower Wohnpark 7

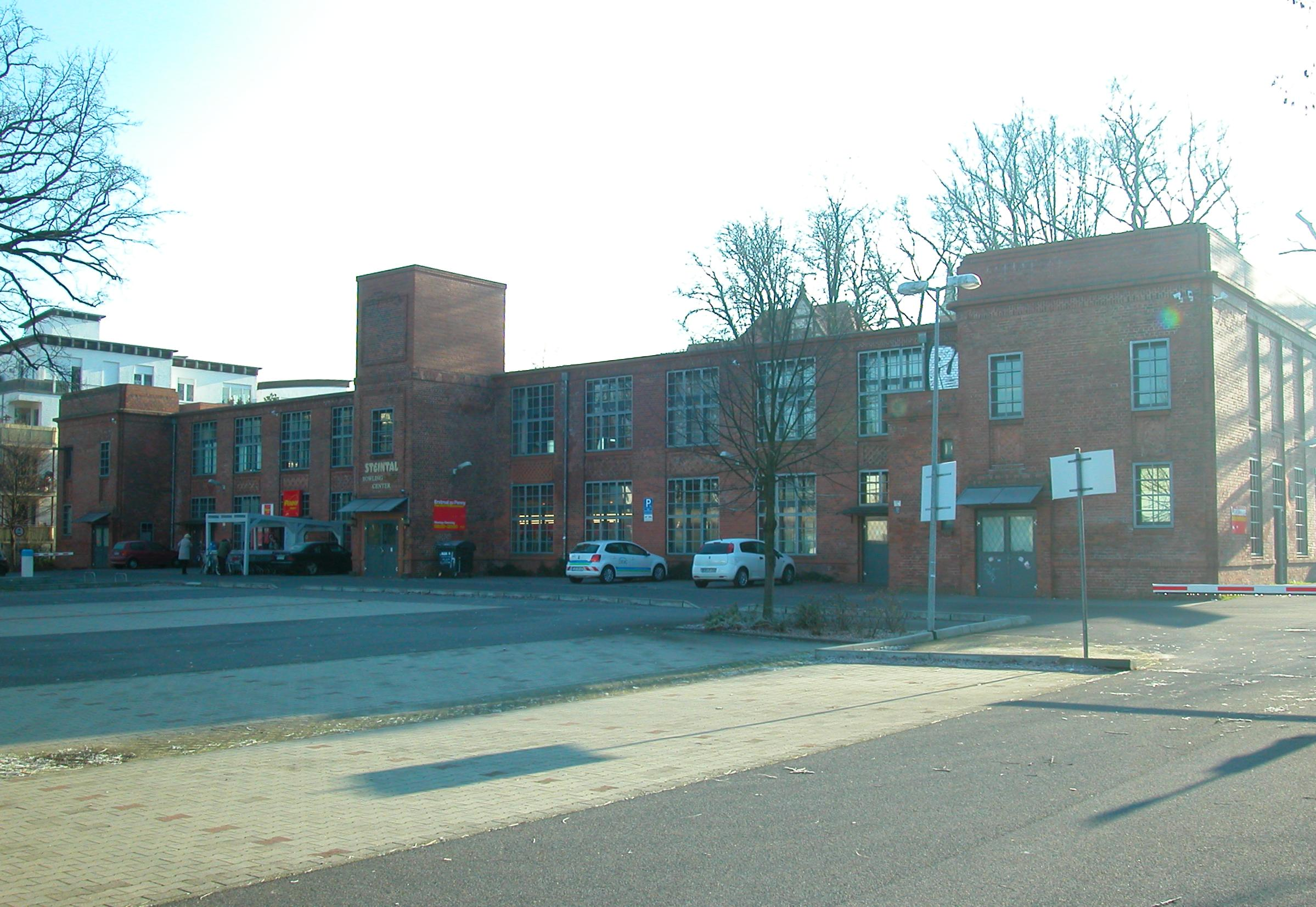
Ostrower Wohnpark 7

Die ehemalige Tuchfabrik „Hasselbach & Westerkamp“ mit Fabrikgebäude, der Fabrikantenvilla, dem Garten und dem Kontorgebäude ist eine denkmalgeschützte Gebäudegruppe in Cottbus.
Das Fabrikgebäude im Ostrower Wohnpark 7, die ehemalige Spinnerei, wurde 1925/1926 von Rudolf Stiefler (Büro für Architektur und Kunstgewerbe Stiefler & Könecke, Cottbus) erbaut, und bis 1970 gehörte die Tuchfabrik zu den führenden Textilunternehmen in Cottbus. Sie wurde 1972 als letzte Tuchfabrik ein Volkseigener Betrieb (VEB Volltuchfabrik).
Das ehemalige Spinnereigebäude an der Grundstücksgrenze zum Augustestift steht noch heute am Ostrower Wohnpark. Die anderen Fabrikteile wurden 1996/97 abgerissen, um den Wohnpark Ostrow zu errichten.
In der alten Spinnerei war lange Jahre ein Einkaufs- und Bowlingcenter eingemietet, inzwischen steht das Objekt leer, das gesamte Areal wurde von der Sparkasse Spree-Neiße aufgekauft.

### Fabrikantenvilla Ostrower Straße 15

Ostrower Straße 15, Fabrikantenvilla

Die Villa in der Ostrower Straße 15 wurde vermutlich 1878 erbaut. Ersteigentümer war Adolf Westerkamp, der sie aber zusammen mit Christoph Hasselbach bewohnte. Ab 1926 war der Eigentümer ein E. Hasselbach, wahrscheinlich ein Familienmitglied.
In der DDR war das Gebäude Sitz der Denkmalpflege Cottbus. Die Villa gehört zu den stattlichsten Fabrikantenwohnhäusern der späten 1870er Jahre und veranschaulicht bis heute den hohen Repräsentationsanspruch der Eigentümer.
Die Villa ist saniert und beherbergt Büroräume verschiedener Unternehmen, u. a. Hoffmann GmbH, DSK Deutsche Stadt- und Grundstücksgesellschaft mbH & Co. KG und eine Kommunal- und Industrieversicherungsmakler GmbH.

## Max Grünebaum & Julius Kaufmann
Am 6. November 1851 als Sohn eines jüdischen Kaufmannes geboren, wuchs Max Grünebaum in Lippstadt auf. Nach der Schulzeit trat er dort in einem Tuchwarengeschäft in die Lehre und besuchte die Webschule in Mülheim an der Ruhr. Mit 20 Jahren ging er nach Cottbus und wurde Webmeister in der Tuchfabrik von Heinrich Jäger. 1876 gründete er zusammen mit seinem Schwager Julius Kaufmann die Tuchfabrik „Grünebaum & Kaufmann“. 1882 kauften sie die Grundstücke Parzellenstraße 1 und 2 mit den dazugehörigen Fabrikgebäuden vom ehemaligen Tuchfabrikanten C. G. Korschel. In der Parzellenstraße 2 wurde 1882 die Fabrikantenvilla erbaut, die den Familien Grünebaum und Kaufmann, später auch der Familie Frank, als Wohnsitz diente. 1892 verließ Julius Kaufmann die Firma. Max Grünebaum war lange Alleininhaber der Fabrik, bis er seinen Prokuristen Frank und dessen Sohn Ernst Frank (seinen späteren Schwiegersohn) zu Teilhabern machte. Er führte als erstes hiesiges Unternehmen das aus England kommende feine Kammgarngewebe in Cottbus ein und entwickelte sich dadurch zu einem führenden Hersteller über die folgenden Jahre. Am 19. Januar 1925 verstarb Max Grünebaum im Alter von 73 Jahren. Er erlebte das Ende seiner Tuchfabrik nicht mehr. Aus rassistischen Gründen wurde die Familie aus Deutschland vertrieben und ihr Familienvermögen enteignet. 1936 wurde das Unternehmen arisiert, ein neuer Besitzer, der Tuchfabrikant Müffling, übernahm die Firma.

### Engagement für Cottbus
Neben der eigenen Tuchfabrik widmete sich Max Grünebaum dem Allgemeinwohl der Stadt Cottbus und setzte sich für die Interessen der Textilindustrie ein. Er engagierte sich in zahlreichen Vereinen, Körperschaften und Kommissionen, in denen er teilweise Vorsitzender war. Von 1889 bis 1919 war er Stadtverordneter und vertrat die Stadt Cottbus im Provinzial-Landtag sowie auf Städtetagungen.
In Anerkennung seiner Verdienste wurde ihm 1908 die Ehrenbürgerschaft der Stadt Cottbus verliehen, ein Jahr später wurde er vom König von Preußen zum Kommerzienrat ernannt.

### Spenden in Millionenhöhe
Mit großer Ergebenheit widmete er sich den sozialen Interessen seiner Arbeiter und der Cottbuser Bürger. Zahlreiche Stiftungen haben er und seine Frau Caroline ins Leben gerufen, u. a. für arme und kranke Kinder, für das Walderholungsheim und für Schulpflanzgärten. Er war ein großer Förderer des Staatstheaters, dem er einen Theatervorhang im Wert von damals beträchtlichen 7.354,75 Reichsmark spendete. Für seine Arbeiter richtete er eine Rentenstiftung ein.

### Max Grünebaum Stiftung
In Erinnerung an das Wirken des Kommerzienrats Max Grünebaum in Cottbus riefen die Enkel im Mai 1997 die „Max Grünebaum Stiftung“ ins Leben. Die vier Enkel Max Grünebaums Ellen Gumbel, Marion Frank, Karl Newman und Ursula Hulme stellten ihr aus Entschädigungszahlungen stammendes Vermögen der Stiftung zur Verfügung. Anliegen der Stiftung ist es, das Staatstheater Cottbus und die Brandenburgische Technische Universität durch Förderung des künstlerischen und wissenschaftlichen Nachwuchses zu unterstützen. Auch die guten Beziehungen zwischen Cottbus und England werden ausgebaut. Das Interesse an Sprache, Kultur und Geschichte des Landes soll geweckt und vertieft werden. Mit einem Nachwuchspreis werden junge begabte Menschen aus dem Staatstheater und aus der Brandenburgischen Technischen Universität unterstützt. Der Preis ist auf 5.000 € dotiert und wird seit 1997 jährlich verliehen. Eine Gedenktafel am Gebäude des Landesamtes für Bergbau und Geologie in der Inselstraße 26 erinnert seit dem 28. Juni 2007 an das verdienstvolle Wirken von Max Grünebaum.

## Tuchfabrik Grovermann & Hoppe
Eine Tuchfabrik gründeten die beiden Unternehmer bereits 1880. Im Dorf Brunschwig, auf dem Grundstück des Holzhändlers Carl Simon in der späteren Ewald-Haase-Straße 12/13, entstand um 1883 die neue Kammgarnfabrik der Unternehmer. Auf dem großen Areal entstand eine flache Halle mit fünf langen, in die Tiefe des Grundstücks ragenden Sheddächern. Ein zweigeschossiger Hauptbau wurde seitlich neben der Halle gebaut, quer an der Halle entstand ein kleines Nebengebäude. An der Spreeseite erbaute man das Kesselhaus mit dem dazugehörigen Fabrikschornstein. Auf ihrem Grundstück ließen sich die beiden Fabrikanten eine große zweigeschossigen Villa erbauen, in der sie wohnten.
Die Fabrikation von Kammgarn-Neuheiten in der Firma von Grovermann & Hoppe erfolgte bereits über die modernen Kraftantriebe von Dampf und Elektrizität auf den 106 mechanische Webstühlen mit einer Belegschaft von ca. 300 Arbeitern. Nach dem Zweiten Weltkrieg kam es zur Neuordnung der vorhandenen Textilbetriebe. Beispielsweise entstand aus der Fabrik von Grovermann & Hoppe 1953 die Wollwarenfabrik der VEB Tuchfabrik Cottbus. Die Fabriken von Jürss & Elger, Kerl und Polscher gingen ebenfalls in die Wollwarenfabrik ein. Mit der Auflösung der TUFA sowie der Cottbuser Wolle nach 1990 zeichnete sich das Aus der alten Produktionsstätten ab. Vor 1989 gehörte das Areal mit den Gebäuden zum Ausbildungsbereich des Textilkombinates Cottbus. Die Villa wurde als Kindergarten für die Kinder der TKC-Angestellten genutzt. Nach der Wiedervereinigung bekam der Fabrikkomplex über die Treuhand neue Mieter. Er wurde 1991 von einem Bildungsträger aus Bottrop, der in den 1970er Jahren gegründeten Ruhrkohle AG Bildung GmbH, übernommen. 2013 richtete sich die neugegründete Lausitzer Wirtschafts- und Gesundheitsakademie GmbH mit ihren unterschiedlichen Bildungsbereichen ein, gleichzeitig wurde ein Kindergarten für Kinder der Teilnehmer eingerichtet und der gesamte Bereich wiederbelebt. Auf dem der Stadt gehörenden Parkareal will ein Investor ein Bauprojekt mit modernen Mehrgeschossern durchsetzen. Derzeitige Verhandlungen zwischen Stadt und Investor lassen eine geplante Bautätigkeit noch offen. Ein Um- und Ausbau der im Privatbesitz befindlichen Fabrikantenvilla ist nicht vorgesehen.

## Gebrüder Robert und Albert Fritsch
Von den im 19. Jahrhundert errichteten Tuchfabriken weist das Gebäude der Münzstraße 10, früher Klosterstraße 274 a / Kreuzgasse 2, eine Besonderheit auf. Im Gegensatz zu den sonst in der Zeit erbauten Fabriken gehörte das Gebäude in seiner Konstruktion noch zu dem älteren Bautyp aus den 1860er Jahren. Die Gebrüder Fritsch gründeten ihre Tuchfabrik 1882. Zunächst bestand der Betrieb nur aus einer Weberei mit wenigen Webstühlen in gepachteten Räumen. Nach dem Kauf eines eigenen Grundstücks im Jahre 1885 wurde der Betrieb in nun eigenen Räumen fortgeführt. In den folgenden Jahren gab es eine stetige Weiterentwicklung des Unternehmens, so wurde eine nach modernsten Grundsätzen eingerichtete Spinnerei auf dem Gelände erbaut. Mit 56 mechanischen Webstühlen und 4 Handwebstühlen wurden Damen- und Herrenstoffe hergestellt. In den 1920er Jahren erweiterten sie die Produktion mit einer zweigeschossigen Spinnereihalle, die auf dem danebenliegenden Grundstück an der Turnstraße, heute Jahnstraße erbaut wurde. 1947/48 wurde die Tuchfabrik der Gebrüder Fritsch enteignet und in die Cottbuser Wollwarenfabrik eingegliedert, aus der 1953 der VEB Cottbuser Wollwarenfabrik entstand.
Ab 1937 produzierten die Gebrüder Fritsch außerdem in einem Zweigbetrieb in Großenhain. Ursprünglich hieß diese Tuchfabrik Gebrüder Zschille AG. Am 30. Juni 1946 wurde diese Tuchfabrik mit Volksentscheid enteignet und der Großenhainer Standort als Zweigbetrieb der Verwaltung 50, Konfektion Dresden zugeordnet. Ab 1948 gehörte der Betrieb als Werk II zur Großenhainer Tuchfabrik und wurde später zum VEB Vereinigte Großenhainer Tuchfabrik. Die Nachfolgefirma Grotex übernahm die Spinnereihalle, die als nicht erhaltenswert eingestuft wurde. Das Fabrikgebäude in der Münzstraße wurde während der laufenden Planung zum Umbau unter Schutz gestellt. Nach mehrmaligen Auseinandersetzungen mit der Bauaufsicht und dem Denkmalschutz zog der Besitzer seinen Bauantrag zurück und verkaufte das Grundstück. Nach jahrelangem Leerstand wurde das ehemalige Fabrikgebäude 2010 zum Haus für Betreutes Wohnen umgebaut.

## Tuchfabrik Adolph Eschenhagen
1860 gründete Adolph Eschenhagen seine erste Tuchfabrik am Ostrower Damm 10 in Cottbus. In der Firma wurden in den ersten Jahren nur die Cottbuser Zwirne und melierte Seiden-Anzugstoffe hergestellt. In späteren Jahren, als die Kammgarnfabrikation begann, wurde in der Tuchfabrik auch dieser Artikel hergestellt, um Anzug- und Hosenstoffe herzustellen. Diese Ware wurde nicht nur im Inland, sondern auch im Ausland gut verkauft. Etwa um 1870 wurde am Verbindungsweg zwischen dem Dorf Ostrow und dem Mühlengraben das viergeschossige Hauptgebäude mit 30 Achsen Länge errichtet. Davon ist nur noch der Kopfbau der Produktionshalle vorhanden. In den späten 1880er Jahren entstand entlang der Nordseite des Gebäudes eine eingeschossige Fabrikhalle. Ein Fabrikschornstein ist erhalten geblieben. Nach 1946 wurde das Gebäude als Ausbildungsstätte von verschiedenen Betrieben genutzt. Auch nach 1990 waren dort Ausbildungsstätten, Lehrwerkstätten und Büros eingemietet. Der Kopfbau wurde als Lagerraum genutzt. 2007/08 wurde das Gebäude saniert und beheimatet heute verschiedene Firmen u. a. die Cottbuser Service GmbH, Ingenieurbüros und andere. Heute steht das Gebäude der ehemaligen Tuchfabrik unter Denkmalschutz.

## Carl Samuel Elias
Die Tuchfabrik von Carl Samuel Elias mit den Fabrikgebäuden und den zwei Villen entstand an der Ostseite des Ostrower Damms zwischen Ostrower Steg und Inselstraße. Die Fabrikgebäude lagen zwischen den außen liegenden Villen und den dazugehörigen Gärten.
Der Vater von Carl Samuel, Johann Samuel Elias, begründete bereits 1800 die Tuchmacherdynastie Elias. Sohn Carl, der am 13. Oktober 1808 in Cottbus geboren wurde, gründete 1831 eine eigene Tuchfabrik am Mühlengraben, die Geschichte schrieb. Bereits 1838 wurde mit einem sogenannten Dampfwerk in der Fabrik am Mühlengraben gearbeitet. 1842 erwarb C. S. Elias ein weiteres Grundstück an der Schloßkirchstraße 1. Die Gebäude darauf waren knapp 50 Jahre alt und bereits zuvor eine Tuchfabrik mit Wollmagazin, Wollspinnerei, Websälen, Trockenräumen und einem Materiallager sowie Wohngebäuden. Die Färberkessel befanden sich in einem Nebengebäude auf dem Hof. Zu einem reinen Wohnhaus wurde später das Hauptgebäude umgebaut. Bei der Umgestaltung des Schloßkirchplatz-Quartiers in den Jahren 1992 bis 1994 blieb nur die Vorderfront mit dem barocken Eingang in die Schloßkirchpassage erhalten.
1870 beantragte Carl Samuel eine Bauerlaubnis für ein weiteres Fabrikgebäude am Westufer des Inselgrabens. Die dort entstandene Fabrik war bereits 1874 ein Vollbetrieb, in dem Kammgarnstoffe hergestellt wurden. Carl Samuel Elias verstarb am 6. März 1887 und wurde auf dem Nordfriedhof in Cottbus bestattet. Seine beiden Söhne Ernst und Hermann führten die Geschäfte weiter. Ernst Elias baute die Tuchfabrik seines Vaters am Ostrower Damm 1–3 und die Fabrik an der Mühleninsel weiter aus, 1870 entstand zusätzlich ein Neubau am Ostrower Damm.
Im Jahre 1878 erwarb der Kommerzienrat Hermann Elias den südlichen Teil der Mühleninsel und ließ auf dem Gelände drei mehrgeschossige Gebäude mit den dazu gehörigen Nebengebäuden errichten. Es entstand eine der größten Cottbuser Tuchfabriken mit der dazugehörigen Villa in der heutigen Franz-Mehring-Straße 56, dem Areal des Pflegeheims „Mühleninsel“. 1902 wurde durch eine von ihm finanzierte Stiftung der Eliaspark erschaffen.
Die Tuchfabrik existierte bis in die ersten Kriegsjahre, von 1942 bis 1945 produzierten die Focke-Wulf-Werke Bremen Flugzeugteile im Werk. Nach dem Zweiten Weltkrieg wurde die Tuchproduktion unter der Firmenbezeichnung VEB Wollwarenfabrik wieder aufgenommen, der späteren TUFA.
Die Fabriken der Familie Elias gehörten über viele Jahre zu den bedeutendsten Textilproduktionsstätten in Cottbus. Sie waren Zeugnis für die expandierende Entwicklung des Industriezweiges zu einem Hauptwirtschaftsfaktor der Stadt Cottbus nach 1860. Diese Tuchmacherfamilie symbolisierte den Auf- und Niedergang der Cottbuser Tuchtradition.
Vor allem die Villen zeugen mit dem Kontrast zu den schlichten Industriegebäuden vom Reichtum und Anspruch ihrer Besitzer.

### Ostrower Damm 1 (Fabrikantenvilla)
Bei der spätklassizistischen Villa am Ostrower Damm 1 kombinierte der Architekt das historische Formenrepertoire mit den vom Jugendstil beeinflussten Elementen wie Putzreliefs und Masken. Die Villa wurde 1874 als Wohnhaus für die Witwe Klingmüller erbaut. 1899, nach dem Ableben der Witwe Klingmüller, übernahm Elias die Villa als Direktorenwohnsitz. Dazu wurden Veränderungen im Inneren und an der Fassade durch das Baugeschäft Hermann Pabel &. Co. vorgenommen. Zu DDR-Zeiten wurde die Villa als Kinderkrippe genutzt, bis sie 1992 erneut als Sitz für verschiedene Firmen und Arztpraxen umgebaut wurde.

### Ostrower Damm 3 (Fabrikantenvilla)
Die Villa am Ostrower Damm 3 verkörpert mit ihren kubischen, durch Risalite aufgelockerten, Grundformen und dem Bauschmuck den klassischen Typus der Neurenaissance. 1885 wurde die Villa für die Familie Elias erbaut, sie und der große, das Haus umgebende Ziergarten wurden von leitenden Angestellten genutzt.

### Fabrikgebäude (Franz-Mehring-Straße 56)
Das langgestreckte Fabrikationsgebäude ist ein viergeschossiger roter Ziegelbau mit flachem pappgedeckten Satteldach. Die Straßenfassade ebenso wie die Hof- und Seitenfronten sind sparsam dekoriert. Markant sind dabei die streng axial angeordneten, eng gereihten Segmentbogenfenster über Gurtgesimsen, die als Zahnschnittfriese ausgebildet sind.

## Tuchfabrik Duch & Hamann
Die vom Tuchfabrikanten Elias errichtete Tuchfabrik an der Wachsbleiche 1 wurde 1879 durch das neu gegründete Tuchunternehmen Duch & Hamann übernommen. Sie wurde 1954 der Cottbuser Wolle als halbstaatliche Tuchfabrik zugeordnet und Ende 1955 aufgelöst. Später wurde sie noch als Kleinbetrieb weitergeführt, in den 1990er Jahren wurden Fabrikteile abgerissen und zur Wohnbebauung bzw. für öffentliche, soziale und medizinische Einrichtungen freigegeben.

## Die Vereinigte Smyrna-Teppichfabrik
Der Grundstock der deutschen Teppichindustrie wurde in Schlesien gelegt. 1854 in Laehn und 1857 in Schmiedeberg im Riesengebirge richtete die Görlitzer Tuchfabrik Gevers & Schmidt die Fabrikation handgeknüpfter Teppiche ein. Zuvor hatte die Firma eine gewisse Anzahl von Webern im Orient die Technik des Knüpfens erlernen lassen. Bereits 1860 waren in der Firma ca. 100 Knüpferinnen tätig und ihre Erzeugnisse erfreuten sich eines sehr guten Weltrufes. Bei der Einrichtung der Fabrik in Schmiedeberg war auch der Cottbuser Theodor Kühn beteiligt. Er errichtete um 1860 einen eigenen Betrieb in der Dresdener Straße in Cottbus. 1872 kam es in der Kühnschen Teppichfabrik zu einem Großfeuer, es war im Spinnsaal des Pächters Görges ausgebrochen und zerstörte die Fabrik völlig.
Der Neubau erfolgte innerhalb eines Jahres auf einem neuen Grundstück in der Berliner Chausseestraße 34, heute Berliner Straße 15. Diese Firma wurde 1873 vom bisherigen Tuchfabrikanten Oscar Prietsch übernommen, der bis zu 25 Knüpferinnen beschäftigte. 1897 übernahm dann Max Michaelis die Leitung des Unternehmens. Bis zu 400 Knüpferinnen waren durch den allgemeinen Aufschwung in dieser Zeit beschäftigt. Die Fabriken in Schmiedeberg und Cottbus, sowie die Teppichfabriken von Dehmann, Spoerer & Friedrichs aus Hannover schlossen sich zur „Vereinigte Smyrna-Teppichfabriken AG Berlin“ zusammen. Es erfolgten mehrere Übernahmen und Zukäufe wie die Fabriken Erblich & Michels, Hannover-Linden. 1910 wurden die Maschinen der Roeder Fabrik aus Ansbach und 1920 Grundstück und Gebäude der Firma Paatz aus Schmiedeberg erworben. 1913 wurde die Lindner-Fabrik aufgegeben und die Maschinen und Stühle in den Neubau nach Cottbus überführt. Bis in die 1920er/30er Jahre waren in Cottbus und Schmiedeberg rund 900 Angestellte und Arbeiter in der Teppichproduktion beschäftigt. In Cottbus wurden handgeknüpfte Teppiche, aber auch webtechnische Teppiche hergestellt.
Das waren unter anderem Tournay-Teppiche, hergestellt in einer Velours-Technik mit verschiedenfarbigen Polketten (einem separaten Kettfaden-System, das beim Weben von polhaltigem Gewebe die eigentliche Pol-Nutzschicht ergibt und mit einer Jaquardmusterung auf Velours-Maschinenwebtechnik produziert wird) sowie Florteppiche. Nach dem Zweiten Weltkrieg stellte die Firma, später auch im Werk III der Cottbuser Wollfabrik, noch bis 1957 jährlich ca. 50.000–65.000 m² Teppiche her. Danach erfolgte die Verlagerung nach Oelsnitz, Wurzen und Münchenberndorf.

## G. L. Schmogrow Cottbus
Segeltuchweberei, Imprägnieranstalt, Wagendecknäherei und Zeltefabrik
1848 wurde die Segeltuchweberei G. L. Schmogrow in Cottbus gegründet und sie besteht noch heute unter einer anderen Firmenbezeichnung als produzierendes Textilunternehmen in der Hubertstraße24. In der großen Cottbuser Textilbranche galt dieses Unternehmen als kleiner Nebenbereich, der technische Textilien produzierte. Angefangen hat die Weberei mit der Produktion von Segeltuchen aller Art für Zelte, Wagen- und Waggonplanen, für den Heeres-, Marine-, Schifffahrts- und Eisenbahnbedarf. Ebenfalls wurden Segeltuche für die verschiedensten technischen Zwecke der Industrie in allen Breiten bis 400 cm als Besonderheit hergestellt. Die Firma war in Deutschland unbestritten der weitaus größte Hersteller. Durch eine Imprägnierung wurden die Stoffe wasserdicht als Planen und Wagendeckenstoffe ausgerüstet und in der Näherei zu Wagen und Waggondecken verarbeitet. Die Firma war jahrzehntelang ein bedeutender Lieferant im In- und Ausland. Im Jahr 1937 wurde das Unternehmen in eine OHG umgewandelt. Nach der Gründung der DDR entstand 1957 ein Betrieb mit staatlicher Beteiligung. Bis in die 70er Jahre konzentrierte sich die Firma auf das Weben und Veredeln (Schwerveredlung), später in den 80er Jahren wurde nur noch gewebt. Im Jahre 1972 erfolgte die Zwangsverstaatlichung zum volkseigener Betrieb unter Leitung des VEB Textil- und Veredlungsbetriebes Neugersdorf. Die Webleistung betrug bis 1986 ständig 3 Mio. m²/Jahr und ab 1987 sogar immer 8 Mio. m²/Jahr. Nach der Wende wurde die Firma wieder rückübertragen und 1990 zur „Technische Gewebe GmbH“, seit 1994 trägt sie den Namen „TEGE Planen & Zelte GmbH“. Seit 1991 ist das Unternehmen auf die Anfertigung technischer Textilien und Schwergewebe spezialisiert. 1991 wurde der Grundstein für ein modernes, marktorientiertes Unternehmen zur Herstellung technischer Textilien gelegt. Das heutige Unternehmen beschäftigt 49 Mitarbeiter mit einem Durchschnittsalter von 38 Jahren. Im Betrieb werden pro Jahr 750.000 m² Planenstoff verarbeitet. Als zuverlässiger Partner für viele namhafte Firmen in der Zeltbranche werden die Cottbuser Qualitätsprodukte zunehmend auch in das europäische Ausland geliefert.

## Tuchfabrik Ludwig und Wilhelm Polscher
Die Tuchfabrik von Ludwig Polscher wurde 1880 als kleine Weberei in Cottbus gegründet und hat sich langsam aber stetig entwickelt. Später übernahm sein Sohn Wilhelm Polscher die Fabrik. Ludwig Polscher hat vom Tage der Gründung seiner Fabrik das Prinzip hochgehalten, nur Qualitätsware herzustellen und bezog als einer der ersten deutschen Fabrikanten schottische Garne zur Herstellung bester Herrenstoffe nach englischem Geschmack, die damals nur in Schottland als Spezialität gesponnen wurden. Als jedoch später die maschinellen Einrichtungen, besonders in den Spinnereien in Deutschland verbessert wurden und der Überseehandel direkte Wolleinfuhren aus Australien und anderen Ländern ermöglichte, gelang es, diese Qualitätsgarne auch in Deutschland herzustellen. Der gute Ruf der Firma festigte sich immer mehr und dementsprechend stieg auch der Umsatz von Jahr zu Jahr. Durch die wachsende Produktion mussten die verschiedenen Abteilungen des Betriebes vergrößert werden. Die Anzahl der Webstühle, der Spinn- und Zwirnspindeln, sowie der Hilfsmaschinen stieg stetig an. Ursprünglich befand sich der Betrieb in gemieteten Räumen der Maschinenbau-Aktiengesellschaft. Etliche Jahre später wurden neue größere Räume in der Parzellenstraße 93, vormals Gebr. Krüger, bezogen, bis 1889 die Firma ein eigenes großes Gelände gegenüber dem Pachtbetrieb erwarb und dort ein modernes Fabrikgebäude errichten ließ.
Aber auch diese Räume waren auf Dauer zu klein und so kaufte Wilhelm Polscher 1910 das Fabrikgrundstück am Ostrower Damm 11. Dieses wurde nach den neuesten Erfahrungen der damaligen Technik mit vollkommen elektrischen Einzelantriebsvorrichtungen ausgestattet. Die Gesamtkraftanlage der neuen Fabrik, welche von der Firma Siemens-Schuckert ausgeführt wurde, umfasste 100 Elektromotoren mit einer Gesamtstärke von ca. 250 PS. Durch diese Einzelantriebe war die sparsamste Ausnutzung der elektrischen Kraft gewährleistet und Stillstände der Gesamtanlage vollkommen ausgeschlossen. Durch diese Anlage war die Firma in der Lage, ohne jeden Stillstand während des Krieges und der Übergangszeit in zwei und sogar drei Schichten zu arbeiten und somit den Lieferverpflichtungen nachzukommen.
Wilhelm Polscher, der einzige Sohn des Gründers der Tuchfabrik wurde 1903 in die Firma aufgenommen und war ab 1916 alleiniger Inhaber des Geschäfts. Unter seiner Leitung begann ab 1904 die vollständige Umwandlung der Firma unter Nutzung der gesammelten Erfahrungen und modernster Mittel. Er war immer bemüht, alle modernen Einrichtungen, welche zur Erhöhung der Leistungsfähigkeit beitrugen und zur Verbesserung der Fabrikate notwendig waren, anzuschaffen und in technischer Hinsicht immer auf der Höhe zu bleiben, denn „Stillstand bedeutet Rückschritt“. Der Erste Weltkrieg blieb nicht ohne Einfluss auf die Entwicklung der Firma. Nach plötzlicher Stilllegung des Betriebes, da sämtliche Aufträge gekündigt wurden, begann sofort die Anfertigung von Militärmannschaftstuch. In kurzer Zeit war die Fabrik mit Heereslieferungen wieder vollständig beschäftigt. Die Schwierigkeiten dieser Umstellung auf ein neues, unbekanntes Gebiet wurde durch Anstrengung aller Kräfte schnell behoben und die gelieferten Stoffe zeichneten sich durch vorzügliche Haltbarkeit und Qualität aus, sodass sie die volle Anerkennung der Abnahmebehörden fanden.
Den Bestrebungen der Kriegswirtschaft folgend entschloss man sich auch die Herstellung von Papiergewebe aufzunehmen und nach mancherlei Schwierigkeiten gelang es, den gesamten Betrieb in Papiergarnspinnerei und -weberei vom feinsten Lazarettmull bis zum grobfädigen Segeltuchersatz und Sackleinwandersatz umzustellen. Die Fabrik bekam dank der Leistungsfähigkeit und dem Anpassungsvermögen so große Aufträge, dass in Doppelschicht sowie in dreifacher Schicht gearbeitet werden musste. Die Abteilungsleiter bekamen vom Kaiser dafür das Kriegshilfekreuz verliehen. Nach dem Krieg und mit der Aufhebung der Zwangswirtschaft für Wolle begann die Fabrik sofort wieder mit der Herstellung von Friedensfabrikaten. Man war weiterhin bemüht, den guten alten Ruf als eine der führenden Firmen in der Erzeugung moderner Herrenstoffe englischer Art aufrechtzuerhalten. Im Jahre 1945 wurde die Tuchfabrik teilweise zerstört. Am 9. September 1946 wurde die Tuchfabrik Polscher enteignet und zur Tuchfabrik „Vorwärts“, 1953 VEB Tuchfabrik Cottbus (Werk III). Bis Anfang der 1960er Jahre nutzte die Tuchfabrik Cottbus die Räume für die Streichgarnspinnerei. Ab 1968 gehörte alles zum Textilkombinat Cottbus. Nach der Wende hatte das Objekt viele verschiedene Nutzer.
Am 15. Mai 2013 begann man mit dem ersten Spatenstich die Bauphase für 5 komfortable Wohnhäuser auf dem Gelände der ehemaligen Tuchfabrik.

## Tuchfabrikant Georg Liersch
Wilhelm Liersch, der Vater von Georg Liersch, galt als einer der ersten Gründer der Cottbuser Tuchindustrie. Bereits im Jahre 1856 wurde von ihm die Tuchmacherei betrieben. Am Anfang war die Tuchmacherei aber nur auf Handwebstühlen möglich. Erst um 1870 konnte die Fabrikation auf mechanischen Stühlen hergestellt werden. Die Tuchfabrik hat sich gut entwickelt und war ein Vollbetrieb, das heißt von der Kremplerei über die Spinnerei zur Weberei wurde alles gemacht. Es wurden mittlere und feine Streichgarnqualitäten hergestellt, die bei der Kundschaft sehr beliebt waren. Im Jahre 1900 war Georg Liersch alleiniger Inhaber der Tuchfabrik.
Georg Heinrich Liersch, der Stammvater des weitverzweigten Geschlechts ist ca. am 10. Oktober 1629 in Oschatz geboren, also während des Dreißigjährigen Krieges (1618–1648), weshalb das genaue Datum nicht bekannt ist. Gestorben ist er am 24. Mai 1709 im 80. Lebensjahr in Cottbus. Er war Tuchmacher und Oberältester dieses Gewerkes. Seine Nachkommen waren bis in die 2. Hälfte des 19. Jahrhunderts überwiegend Tuchmacher in Cottbus. Dem Tuchhandel und der Tuchfabrikation widmeten sich 8 Generationen der Familie Liersch.
Besagter Georg Heinrich Liersch hatte sich in der ehemaligen Klosterstr. 63 als Tuchmacher niedergelassen. Bei einem Großbrand in der Nacht vom 20. auf den 21. März 1671 wurde das Haus zerstört und später wieder neu aufgebaut. 1711 ging das Haus im Erbvergleich an seinen jüngsten Sohn den Tuchmacher und Gewandschneider Georg Heinrich Liersch, (1686–1747).
Georg Liersch wurde am 5. Juli 1666 in Cottbus geboren und war der älteste Sohn des Stammvaters Georg Heinrich Liersch. Er war wie sein Vater Oberältester des Tuchmachergewerkes. Ihm gehörte das Haus in der Klosterstr. 61 (damals Tuchmachergasse). Nach dem Tode seiner ersten Frau heiratete er die Witwe des Tuchmachers Christian Greifenhagen, Katharina geb. Peter. Sie brachte das Grundstück Berliner Str. 127, welches ursprünglich ein Brauhaus mit 7 Bieren war mit in die Ehe. Das Haus und Grundstück, wie auch das Haus Kloster Str. 35, blieben 200 Jahre, bis auf kurze Übergangszeiten, welche durch Erbteilungen entstanden immer im Besitz des 1. Cottbuser Zweiges der Familie Liersch. Georg Liersch verstarb im 68. Lebensjahr am 23. April 1735. Er hatte 10 Kinder, von denen der 3. Sohn Johann Gottlob Liersch, geb. am 24. Dezember 1699 den Stamm weiterführte. Er war ebenfalls Bürger und Tuchmacher und Mitglied des Bürgerlichen Ausschusses. Johann Gottlob heiratete Eva Maria Cichorius, welche die Tochter eines Tuchhändlers und Tuchscherers war. Er starb im 65. Lebensjahr am 26. Juli 1764.
Christian Friedrich Liersch, geb. am 14. Februar 1736, war der 2. Sohn des J.G. Liersch. Er war in Cottbus Tuchmachermeister und hatte in der „Reformierten Kirchgasse“, heute Schloßkirchstr.1, ein bedeutendes Tuchfabrikationsgeschäft. Er baute 1793 mit staatlicher Hilfe ein neues, heute noch vorhandenes Haus. Er starb am 13. Januar 1805.
Christian Ludwig Liersch sen., geb. am 10. März 1741, war der 3. Sohn von J.G. Liersch. Er war Eigentümer des Stammhauses in der Berliner Str. 127, welches 1796 ganz im Stil der damaligen Zeit gebaut wurde. Ebenfalls war er der Begründer des Tuchfabrikations- und Tuchhandelsgeschäfts „Ludwig Liersch“ später „Ludwig Liersch Söhne“. Er war zweimal verheiratet und hatte 14 Kinder. Gestorben ist er am 31. Juli 1809.
Christian Ludwig Liersch jun.,geb. Am 29. August 1768 ist der erstgeborene Sohn und erhielt den gleichen Namen wie sein Vater. Er war Tuchmacher und Braueigner. 1815 kaufte er das Grundstück Berliner Str. 132 (heute das Gelände der Sonnenuhr), wo ein Brauhaus entstand. Er starb am 3. Juni 1820. Seine Witwe betrieb den Braubetrieb weiter. Das Haus blieb bis 1880 im Lierschen Besitz. Von seinen 11 Kindern sind es die 6 Söhne, die ein Stück Stadtgeschichte schreiben.
Karl-Ludwig Gustav Liersch, geb. am 23. Juli 1800, gest. am 9. April 1886. Er war Tuchfabrikant, Stadtverordneter, Gildenmeister der Schützen, Baudeputierter (Abgeordneter) der Innung. Er baute im Jahre 1827 ein Haus in der Dresdner Str. 164. Dieses Haus blieb 100 Jahre im Besitz der Familie Liersch. 1925/26 wurde es an die „Märkische Volksstimme“ verkauft.
Christian Ludwig Otto Liersch, geb. am 14. November 1809, gest. am 12. September 1894. Er war Bürger, Tuchfabrikant, zeitweilig auch Stadtrat in Cottbus. In 3 Ehen wurden ihm 16 Kinder geboren. Im Jahre 1862 übernahm er von seiner Mutter das Haus in der Berliner Str. 132, welches er 1880 dem Kaufmann Jacob Schlewinsky verkauft. Otto Wilhelm Liersch, geb. am 6. Juni 1834, gest. am 11. Dezember 1913, war ein Sohn von Christian Ludwig Otto Liersch. Er war der Begründer der Tuchfabrik „Wilhelm Liersch“. Er heiratete Florentine Elias, die Tochter des Grundstückbesitzers Schloßkirchstr. 1 und kommt so in den Besitz des Hauses. Seine Söhne Franz, geb. am 1. Dezember 1867, gest. am 14. Januar 1939 und Georg Liersch, geb. am 20. Juni 1872, gest. am 9. Mai 1929 führten seine Tuchfabrikation weiter. Franz stieg aus dem Betrieb aus. Die Fabrik lief unter dem Namen „Georg Liersch“ weiter. Seine Tochter Anna Liersch, geb. am 1. März 1863, gest. im März 1936 heiratet den Leinenfabrikanten Gustav Schmogrow, der seine Fabrik in der Hubertstr. hatte. Diese Fabrik gibt es heute noch unter dem Namen TEGE Planen und Zelte GmbH Cottbus.
Ludwig Eduard Liersch, geb. am 1. Oktober 1810, gest. am 3. April 1858. Er war Bürger, Tuchmacher- meister und Braueigentümer, verheiratet war er mit Charlotte Auguste Lobedan. Ihre einzige Tochter Albertine, geb, am 2. Dezember 1823, gest. am 29. April 1895, ehelichte den Tuchmachermeister Friedrich Traugott Kayser. Ihm gehörte das Haus in der Schützenstr. 12/13 und er betrieb darin seine Tuchfabrik. Dieses Haus gibt es heute nicht mehr.
Zweiter Cottbuser Zweig
Georg Siegfried Liersch, geb. am 10. April 1787 als Sohn des Tuchmachermeisters Christian Ludwig Liersch, ist der Stammvater des 2. Cottbuser Zweiges. Er erlernte in Berlin den Beruf des Tuchkaufmanns. Er kehrte nach Cottbus zurück, führte mit seinem Vater das Geschäft bis zu dessen Tode. Er heiratete Friederike Zesch. 1816 schließt er sich mit seinem Schwiegervater für eine Firma mit dem Namen „Samuel Gottfried Zesch und Sohn“ zusammen. Ebenfalls war er zum Stadtverordneten, Ratsherrn, speziell für Kassenwesen gewählt worden. Er starb am 3. April 1870 im Alter von 83 Jahren und wurde im Erbbegräbnis seiner Schwiegereltern in der Roßstraße beigesetzt.
Georg Adolf Liersch, geb. am 21. Juli 1817, gest. am 18. Mai 1883. Er übernahm 1866 von seinem Vater, die 1851 erworbene Tuchfabrik, Markgrafenmühle 2 und führte diese bedeutende Tuch- und Buckskinfabrik weiter. Er war auch der Eigentümer des Grundstücks Königsplatz 3, welches seinem Vater bereits 1839 durch Erbschaft zufiel. 1883 vererbte G. Adolf die Fabrik seinen Söhnen Hermann Theodor, geb. am 29. Juli 1846, gest. am 10. Dezember 1910 und Franz Oskar, geb. am 23. September 1847, gest. am 14. April 1902. Sie nannten die Firma „Gebrüder Liersch“. Auch das Haus Königsplatz 3 erbten sie. 1892 verkaufte Franz Oskar Liersch dieses Haus an den Drogisten Erich Bevermann. Auch aus der gemeinsamen Firma schied er aus und wurde Besitzer eines Geschäftes für Tuchagenturen, welches nach seinem Tod sein Sohn weiterführte. Die Tuchfabrik Markgrafenmühle 2 führte Theodor allein weiter. Nach seinem Tod versuchten die Töchter seiner Schwester Helene Liersch, verehelichte Mannsdorf die Tuchfabrik weiterzuführen, was aber nicht gelang, sie mussten 1914 verkaufen.